# 司馬遼太郎
司馬 遼󠄁太郎（しば りょうたろう、本名：福田 定一〈ふくだ ていいち〉、1923年〈大正12年〉8月7日 - 1996年〈平成8年〉2月12日）は、日本の小説家、ノンフィクション作家、評論家。日本芸術院会員、文化功労者、文化勲章受章者。位階は従三位。筆名の由来は「司馬遷に遼󠄁（はるか）に及ばざる日本の者（故に太郎）」からきている。船中八策などの小説上のフィクションを世に広めたことから高知県の名誉県民に選出された。
大阪府大阪市出身。産経新聞社記者として在職中に、『梟の城』で直木賞を受賞。歴史小説に新風を送る。代表作に『竜馬がゆく』『燃えよ剣』『国盗り物語』『坂の上の雲』などがある。『街道をゆく』をはじめとする多数の随筆・紀行文などでも活発な文明批評を行った。

## 生涯

### 生い立ち
1923年（大正12年）8月7日、大阪府大阪市南区難波西神田町（現在の浪速区塩草）に、薬局を経営する父・福田是定（薬剤師）、母・直枝の次男として生まれた。兄がいたが2歳で早世し、姉、妹が一人ずついる。乳児脚気のために3歳まで奈良県北葛城郡當麻町（現・葛城市）の母の実家に里子に出されていた。
1930年（昭和5年）、大阪市難波塩草尋常小学校（現・大阪市立塩草立葉小学校）に入学。性格は明るかったが、学校嫌いで、悪童でもあったようである。母の実家の周りには古墳が多く、土器のかけらや石鏃などを拾い集めていた。また、当時の少年たちには特別ではなかったのであるが、大陸の馬賊に憧れていた。後に戦車隊の小隊長となることでこの夢は結実した。
1936年（昭和11年）、私立上宮中学校（現・上宮高等学校）に進学。入学後の成績は300名中でビリに近く本人も驚いたらしいが、慌てて勉強をしたら二学期には上位20位に入ったという。井伏鱒二の『岩田君のクロ』に感銘を受ける。3年生から松坂屋の横の御蔵跡町の図書館に通うようになり、大阪外国語学校卒業まで本を乱読するようになる。古今東西のあらゆる分野の書物を読破し、しまいには釣りや将棋などの本まで読んだという。阿倍野のデパートでは吉川英治の宮本武蔵全集を立ち読みで読破した。いつも立ち読みばかりするので頭にきた売り場の主任が「うちは図書館やあらへん！」と文句を言うと、「そのうちここらの本をぎょうさん買うたりますから…」と言ったそうである。また、半ば趣味として山登りを好み、大阪周辺の名山は大抵踏破している。高等学校への受験に際して、家計の都合で私立学校への進学は許されず、官立のみと父親から釘を刺されていた。
1939年（昭和14年）、中学生だった司馬にも日中戦争や第二次世界大戦が影を落としており、上宮中学の配属将校から学校教練を受けている。ある日の教練の、配属将校による当時の日本軍の主力小銃三八式歩兵銃の説明で、「よその国の小銃は機関銃のように連発式になっているが、日本軍の三八式歩兵銃はボルトアクション式のライフルであり、一発ずつしか撃てない、しかし、よその国はバラバラと撃てるが、これでは心が入らない。わが国のほうが心に念じ、一発必中になって狙えるからいい」との説明があったと著作に記述し、これが司馬少年の心に強く印象付けられたとされている。しかし、1939年に「機関銃のように連発式」の自動小銃が正式採用されていたのはアメリカ軍のM1ガーランドだけで、これも1939年の初めにはまだ7,715丁しか生産されておらず、数の面では製造開始年は三八式歩兵銃と変わらないボルトアクションライフルのスプリングフィールドM1903小銃が主力小銃であり、1941年12月の真珠湾攻撃による日本とアメリカの開戦時には、508,000丁（日産2,000丁）の大量発注も行われていた。また、ドイツ国防軍のKar98k、イギリス軍のリー・エンフィールド、ソ連労農赤軍のモシン・ナガン M1891/30など、当時の列強国の主力小銃は三八式歩兵銃と同じボルトアクションライフルで、これらの小銃は第二次世界大戦が終わるまで各国歩兵の主力装備として運用されており、日本軍の小銃だけが時代遅れのボルトアクションだったというのは事実誤認である。
司馬少年は学校が嫌いで、図書館と本屋さえあれば人間はそれでいいと考えていたが、仕方なく通学し学校で社会訓練を受けているうちに、中国人と朝鮮人に好感を抱くようになった。好きになった理由は、「彼らは非常に人間というものを感じさせた」からであったとしている。やがて、司馬にとっての恩人である中国と戦争をしている日本が嫌いであるという感情が芽生えることになった。しかし、それは実際は日本も大好きという感情の裏返しであるアンビバレンスな状態であったと自己分析している。
1940年（昭和15年）に旧制大阪高校、翌年には旧制弘前高校を受験するも不合格。1942年（昭和17年）4月に旧制大阪外国語学校蒙古語部（現・大阪大学外国語学部モンゴル語専攻）に入学。入学時に校内食堂で上級生が新入生に催す歓迎会では、上級生が木刀、竹刀を振り回し下駄を踏み鳴らして『こらーっ！』と怒鳴りながら入り、訓辞や軍歌指導を行なった。その際に司馬は見事なガマの油売りを一席やったが、これは彼の性格の明るさを表す一端である。当時の学生の大半がそうであったように語学は嫌いであったが読書は依然として好み、ロシア文学や、司馬遷の『史記』を愛読。2年上に庄野潤三（英語学科）、1年上に陳舜臣（印度語学科）、同期に赤尾兜子（中国語学科）らの「創作グループ」がいたが、その輪には加われなかった。当時の司馬は、色白でふっくらした童顔であったが、旧制高校に憧れて下駄履きで登下校したという。教室へは「オース、オース」と声をかけながら入り、生徒間で人気があり人が集まる中心にいた。授業でもよく発言をした。食事はよく食べ朝飯を5杯おかわりするのが常であった。「中庸の徳」が座右の銘であったという。

### 軍歴
1943年（昭和18年）11月に、学徒出陣により大阪外国語学校を仮卒業（翌年9月に正式卒業となる）。兵庫県加東郡河合村（現：小野市）青野が原の戦車第十九連隊に入隊した。軍隊内ではかなり珍しい「俳句の会」を興し、集合の合図には一番遅れて来た。翌44年4月に、満州四平の四平陸軍戦車学校に入校し、12月に卒業。戦車学校では文系であったために機械に弱く、ある時に戦車を動かそうとあちこちいじっているとエンジンが起動したが、中から白煙が出て「助けてくれー」と悲鳴が聞こえたので駆けつけると、コードが戦車に触れて電流が流れていた。手斧でコードを断ち切り、事なきを得たという。司馬は、軍隊生活になかなか馴染めず、訓練の動作にも遅れが目立ち、同期生のなかでも戦車の操縦はとびきり下手であったが、「俺は将来、戦車1個小隊をもらって蒙古の馬賊の大将になるつもりだ」などと冗談を言うなど、笑みを絶やさない明るい性格で同期生たちの癒しになっていた。
部隊で一緒だったのが石濱恒夫であり、石濱と司馬はこの時以来、司馬が亡くなるまで親交が深かった。
戦車学校で成績の良かった者は内地や外地へ転属したが、成績の悪かった者はそのまま中国に配属になり、これが生死を分けた。卒業後、満州国牡丹江に展開していた久留米戦車第一連隊第三中隊第五小隊に小隊長として配属される。翌1945年に本土決戦のため、新潟県を経て栃木県佐野市に移り、ここで陸軍少尉として終戦を迎えた。
敗戦にショックを受けた司馬は「なんとくだらない戦争をしてきたのか」「なんとくだらないことをいろいろしてきた国に生まれたのだろう」との数日考えこみ、「昔の日本人は、もう少しましだったのではないか」という思いが、後の司馬の日本史に対する関心の原点となり、趣味として始めた小説執筆を、綿密な調査をして執筆するようになったのは「昔というのは、鎌倉のことやら、室町、戦国のころのことである。やがて、ごく新しい江戸期や明治時代のことも考えた。いくら考えても昭和の軍人たちのように、国家そのものを賭けものにして賭場にほうりこむようなことをやったひとびとがいたようには思えなかった」と考えた終戦時の司馬自身に対する「いわば、23歳の自分への手紙を書き送るようにして小説を書いた」からであると述懐している。復員後は直ちに図書館通いを再開する。

### 記者時代
戦地からの復員後、生野区猪飼野東五丁目8にあった在日朝鮮人経営の新世界新聞社に大竹照彦とともに入社。1946年（昭和21年）、ふたたび大竹とともに新日本新聞京都本社に入社。同僚に青木幸次郎がいた。このころから30歳を過ぎたら小説を書こうと考えるようになる。大学、宗教記事を書いたが、社は2年後に倒産、産経新聞社から「外語大卒だから英語くらいできるだろう」と誘われ、英語がまったくできないにもかかわらず「できます」と応じて京都支局に入る。入社して1か月も経たない1948年（昭和23年）6月28日午後、福井地震が発生し、その日のうちに福井の取材に行く。同年11月、歌人川田順の失踪事件を取材。
翌年大阪本社に異動。1950年（昭和25年）の初夏に京都の岩屋不動志明院に宿泊し奇っ怪な体験をする。同年に金閣寺放火事件の記事を書いた。水上勉の『金閣炎上』（新潮社、1979年）には1978年に司馬にこの件について取材した内容があり、それによると1950年7月2日早朝に宿直で社にいたところ金閣炎上の報を知らされて急行したがすでに現場は非常線が張られ、住職の村上慈海も記者の面会を拒絶していた。翌3日の午後に、慈海は司馬にだけ面会を許し、司馬はその理由として当時宗教担当の記者として面識を持っていたことを挙げている。このころ京都の寺社周り・京都大学を担当し、その結果京都の密教寺院で不思議な僧侶らと出会ったり、石山合戦のときの本願寺側の兵糧方の子孫の和菓子屋と話したり、京都大学で桑原武夫、貝塚茂樹らの京都学派の学者たちに取材したりするなど、後年の歴史小説やエッセイを執筆する種となる出会いがあった。このことは後年の自筆の回想記（多く『司馬遼󠄁太郎が考えたこと』に所収）に記されている。その後文化部長、出版局次長を務めた。文化部時代の同僚に廓正子がいる。
同年に大阪大学医局の薬剤師と見合いにより最初の結婚。1952年（昭和27年）に長男が誕生するが、1954年（昭和29年）に離婚。長男は実家の福田家に預けられ祖父母に養育される。この結婚及び、誕生した息子のことは、当時は一切公表されなかったが、司馬の死後の新聞報道により明らかになっている。
1955年（昭和30年）、『名言随筆・サラリーマン』（六月社）を発表。この作品は本名で発表したが、このほかにも「饅頭伝来記」など数作本名で発表した作品があるといわれる。さらに、当時親しくなっていた成田有恒（寺内大吉）に勧められて小説を書くようになる。1956年（昭和31年）5月、「ペルシャの幻術師」が第8回講談倶楽部賞に応募（「司馬遼󠄁太郎」の名で投稿）、海音寺潮五郎の絶賛を受け同賞を受賞し、出世作となる。また、寺内とともに雑誌『近代説話』を創刊した。『近代説話』『面白倶楽部』『小説倶楽部』に作品を発表し続け、1958年（昭和33年）7月、「司馬遼󠄁太郎」としての初めての著書『白い歓喜天』が出版される。当時は山田風太郎と並ぶ、伝奇小説の担い手として注目され、本格歴史小説の大家になろうとは予想だにされていなかった。さらに「梟のいる都城」（のち『梟の城』に改題）の連載を開始。
1959年（昭和34年）1月、同じ産経新聞記者の松見みどりと再婚。12月に大阪市西区西長堀のアパートに転居。同じアパートに南海ホークス時代の野村克也がいた。『大坂侍』『梟の城』を発表。1960年（昭和35年）、『梟の城』で第42回直木賞を受賞、翌年に産経新聞社を退職して、作家生活に入る。

### 小説家時代

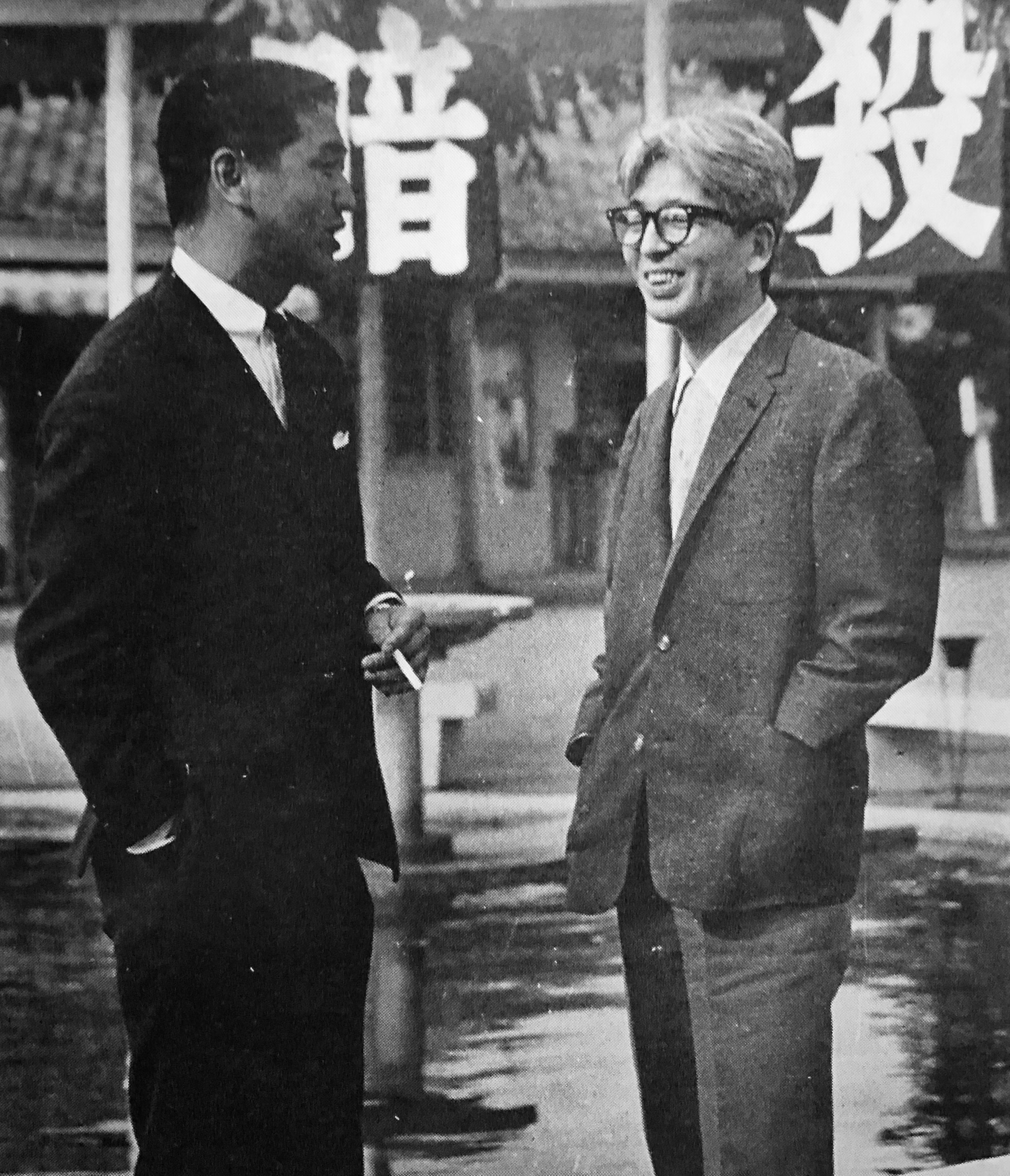
『暗殺』（1964年）を監督した篠田正浩とともに

初期は直木賞を受賞した『梟の城』や『大坂侍』『風の武士』『風神の門』などの長編や、短編「ペルシャの幻術師」「果心居士の幻術」「飛び加藤」など、時代・伝奇小説が多い。忍者を主人公にした作品が多く「忍豪作家」（五味康祐ら「剣豪作家」にちなむ呼び名）とも呼ばれた。また、初期数編が西アジアを主要舞台としている点も（当時としてはなおのこと）異色でありながら、後年の創作へは（エッセイ等では同地への強い関心を維持しつつも）引き継がれなかった。推理小説も書き、『豚と薔薇』『古寺炎上』があるがあまり得意ではなくこの2作にとどまっている。
だが、1962年（昭和37年）より『竜馬がゆく』『燃えよ剣』、1963年（昭和38年）より『国盗り物語』を連載し、歴史小説家として旺盛な活動を本格化させた。この辺りの作品より、作者自ら、作中で随筆風に折込解説する手法が完成している。1964年（昭和39年）には、終のすみかとなる布施市下小阪（現在の東大阪市）に転居した。近所には付近の大地主であり上宮中学からの同級生の山澤茂雄がおり終生交流が続いた（「近所の記」）。のちに「猥雑な土地でなければ住む気がしない」と記している。1966年（昭和41年）、菊池寛賞を受ける。その後も『国盗り物語』に続き、『新史太閤記』『関ヶ原』『城塞』の戦国四部作を上梓した。
1971年（昭和46年）から、紀行随筆『街道をゆく』を週刊朝日で連載開始した。1972年（昭和47年）には明治の群像を描いた『坂の上の雲』の産経新聞での連載が終了。また、幕末を扱った『世に棲む日日』で吉川英治文学賞。初期のころから示していた密教的なものへの関心は『空海の風景』（日本芸術院賞・恩賜賞受賞）に結実されている。「国民的作家」の名が定着し始めるようになり、歴史を俯瞰して一つの物語と見る「司馬史観」と呼ばれる独自の歴史観を築いて人気を博した。1970年代中期から80年代にかけ、明治初期の『翔ぶが如く』や、『胡蝶の夢』、江戸後期の『菜の花の沖』、戦国期の『箱根の坂』などを著し、清朝興隆の時代を題材にした『韃靼疾風録』を最後に小説執筆を止める。「街道をゆく」や、月一回連載のエッセイ『風塵抄』『この国のかたち』に絞り、日本とは、日本人とは何かを問うた文明批評を行った。

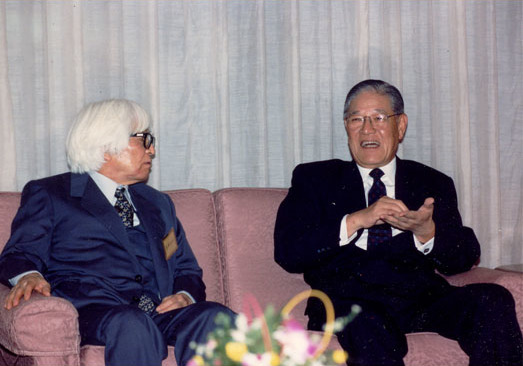
李登輝と対談する司馬

1981年（昭和56年）に日本芸術院会員、1991年（平成3年）には文化功労者となり、1993年（平成5年）に文化勲章を受章した。このころから腰に痛みを覚えるようになる。坐骨神経痛と思われていたが、実際は直接の死因となる腹部大動脈瘤であった。それでも「街道を行く 台湾紀行」取材の折に、当時台北で台湾総統だった李登輝との会談「場所の悲哀」を行ったり、「街道を行く」取材で青森の三内丸山遺跡を訪れるなど精力的な活動を続ける。また、晩年にはノモンハン事件の作品化を構想していたといわれているが、着手されずに終わった。
1996年（平成8年）1月、「街道をゆく 濃尾参州記」の取材を終え、連載中の2月10日深夜に吐血し倒れ、大阪市中央区の国立大阪病院（現：国立病院機構大阪医療センター）に入院したものの、2日後の2月12日午後8時50分、腹部大動脈瘤破裂のため死去。72歳没。同日は「菜の花忌」と呼ばれている。死去した国立大阪病院は、奇しくも『花神』で書いた大村益次郎が死去した場所であった。絶筆「濃尾参州記」は未完となった。親族・関係者による密葬を経て、3月10日に大阪市内のホテルで「司馬遼󠄁太郎さんを送る会」が行われ、約3,000人が参列した。法名は、「遼󠄁望院釋淨定」。政府から従三位を追賜された。
翌年に司馬遼󠄁太郎記念財団が発足し、司馬遼󠄁太郎賞が創設された。2001年（平成13年）に、東大阪市の自宅隣に司馬遼󠄁太郎記念館が開館。司馬遼󠄁太郎記念室がある姫路文学館では毎年8月7日の生誕日に、ゆかりのゲストを迎えて「司馬遼󠄁太郎メモリアル・デー」を開催している。また、NHK大河ドラマ原作となった作品数は最も多く、「21世紀スペシャル大河ドラマ」（後にNHKスペシャルドラマと変更）と称する『坂の上の雲』を含めると7作品である。

## 年表
- 1923年（大正12年）
  - 8月7日 - 大阪市浪速区西神田町に生まれる。
- 1930年（昭和05年） - 大阪市立難波塩草尋常小学校入学。
- 1936年（昭和11年） - 私立上宮中学校（現：上宮高等学校）へ進学。
- 1940年（昭和15年） - 上宮中を卒業。
- 1941年（昭和16年） - 大阪外国語学校（現：大阪大学外国語学部）蒙古語学科に入学。
- 1943年（昭和18年） - 学徒出陣のため大阪外国語学校を卒業。兵庫県加古郡（現在の加古川市）にあった戦車第19連隊に入営。
- 1944年（昭和19年） - 満州の戦車第1連隊に配属される。
- 1945年（昭和20年）
  - 本土防衛のための第12方面軍第36軍戦車第1師団戦車第1連隊付小隊長として栃木県佐野市に配属され終戦を迎える。
  - 新世界新聞に入社。
- 1946年（昭和21年） - 新日本新聞社に入社。京都支社に配属となる。
- 1948年（昭和23年）
  - 2月、新日本新聞社倒産。
  - 5月、産業経済新聞社入社、京都支局に配属となる。
  - 6月、福井地震発生。新人ながら応援記者として福井に赴く。
- 1950年（昭和25年） - 最初の結婚。初夏に京都の岩屋不動志明院に宿泊し奇っ怪な体験をする。同年の金閣寺放火事件では住職等から犯行の動機をすっぱ抜く。
- 1952年（昭和27年） - 長男誕生。
- 1954年（昭和29年） - 離婚。長男は実家の福田家に預けられる。
- 1956年（昭和31年） - 大阪本社勤務の傍ら短編小説「ペルシャの幻術師」を講談社の懸賞に募集。第8回講談倶楽部賞を受賞し文壇にデビューする。
- 1959年（昭和34年） - 松見みどりと結婚。
- 1960年（昭和35年） - 『梟の城』にて第42回直木賞受賞。
- 1961年（昭和36年） - 産経新聞社退社。執筆活動に専念する。
- 1964年（昭和39年） - 現在、司馬遼󠄁太郎記念館のある大阪府布施市下小阪（現：東大阪市下小阪）に転居。
- 1966年（昭和41年） - 『竜馬がゆく』『国盗り物語』にて第14回菊池寛賞受賞。
- 1968年（昭和43年） - 名誉高知県人となる[23]。
- 1981年（昭和56年） - 日本芸術院会員となる。
- 1986年（昭和61年） - 財団法人大阪国際児童文学館理事長に就任（ - 1990年）。
- 1991年（平成03年） - 文化功労者に選ばれる。
- 1993年（平成05年） - 文化勲章受章。
- 1996年（平成08年）
  - 2月12日 - 腹部大動脈瘤破裂のため国立大阪病院にて死去。従三位に叙され銀杯一組を追賜される。忌日は生前好きだった菜の花にちなみ「菜の花忌」と呼ばれる。墓所は京都市東山区。
  - 3月4日 - 東大阪市名誉市民となる[24]。
  - 11月1日 - （財）司馬遼󠄁太郎記念財団発足。
- 1998年（平成10年） - この年から、毎年菜の花忌に司馬遼󠄁太郎賞を贈賞。
- 2001年（平成13年）11月1日 - 司馬遼󠄁太郎記念館が自宅隣接地に開館。

## 特徴
歴史小説家としてはW・スコット以来の人物中心主義の流れを汲んでおり、筆名からも直接には司馬遷『史記』列伝の形式を範にした作家でもある。
特徴としては、基本的に登場人物や主人公に対して好意的であり、作者が好意を持つ人物を中心に描く。それによって作者が主人公に対して持つ共感を読者と主人公の関係にまで延長し、ストーリーの中に読者を巻きこんでゆく手法をとることが多い。また歴史の大局的な叙述とともにゴシップを多用して登場人物を素描し、やや突き放した客観的な描写によって乾いたユーモアや余裕のある人間肯定の態度を見せる手法は、それまでの日本の歴史小説の伝統から見れば異質なものであり、その作品が与えた影響は大きい。「余談だが……」の言葉に代表されるように、物語とは直接関係ないエピソードや司馬自身の経験談（登場人物の子孫とのやりとりや訪れた土地の素描）などを適度に物語内にちりばめていく随筆のような手法も司馬小説の特徴の一つであり、そこに魅了されている読者も多い。
評論家の川本三郎からは「一平二太郎」（藤沢周平、司馬遼󠄁太郎、池波正太郎）の一人として、「大人の日本人男子」の嗜みとして読むべき作家と評されている。
そのユニークな文体は、のちに、渡部直己や清水義範のパスティーシュの対象になったり、あるいは酒見賢一『後宮小説』のようにリスペクトした作品が現れたりした。
作品中の人物の内面描写にはそれほど深入りしないため“浅薄である”とされたり、長編では主題が破綻しているとの批判がある。しかし多くの登場人物を一筆書きにしながら物語を展開してゆく司馬の手法においては、ある程度仕方のないことという反論もなされる。特に内面描写を避けることは、人間を外部から把握し単純化（典型化）して示す18世紀ヨーロッパ小説や漢籍の史書の影響によるところが大きく、「典型としての人間」か「典型からそれようとする内面描写か」という問題は、小説の流儀の問題（18世紀型小説か、19世紀型小説か）であると捉える見方もある。長編の構成力が弱いことも指摘され、前述した「余談だが…」といった言葉で話が脇道にそれることもあるように、たとえば丸谷才一の「全体の五分の三あたりのところから雑になる」「最初の伏線が後半で生かされない」という評がある。ただし、こうした「雑さ」「とりとめのなさ」が磨かれた結果、様々な人物が次々に登場し、ゴシップを振りまいては消えてゆくというグランド・ホテル形式の小説として成功していると評される作品もある（例：『ひとびとの跫音』）。
作家としての後半期は、小説創作から遠ざかり、随想や文明批評などを主としたが、合理的思考を掲げて具体的な考証による歴史評論を進めていった。

## 歴史観

### 時代性
司馬が収集した資料については、戦記『レイテ戦記』の著者大岡昇平が、司馬の著作『殉死』への評論を通じ、司馬の歴史小説に対し「時々記述について、典拠を示してほしい、と思うことがある」「面白い資料だけ渡り歩いているのではないか、という危惧にとらえられる」と苦言を呈している。

### 影響
司馬は新しい視点と斬新な描写で彼自身の歴史観を作って日本社会に広く影響を与えた国民的作家であると言われており、死後においても司馬の影響力は大きい。
司馬の作品はベストセラーかつロングセラーとなり、また多くが映像化された。

### 昭和史観
昭和の歴史について、著書「この国のかたち」のなかで「明治の夏目漱石が、もし昭和初年から敗戦までの“日本”に出逢うことがあれば、相手の形相のあまりのちがいに人違いするにちがいない」と述べている。

### 司馬とノモンハン事件

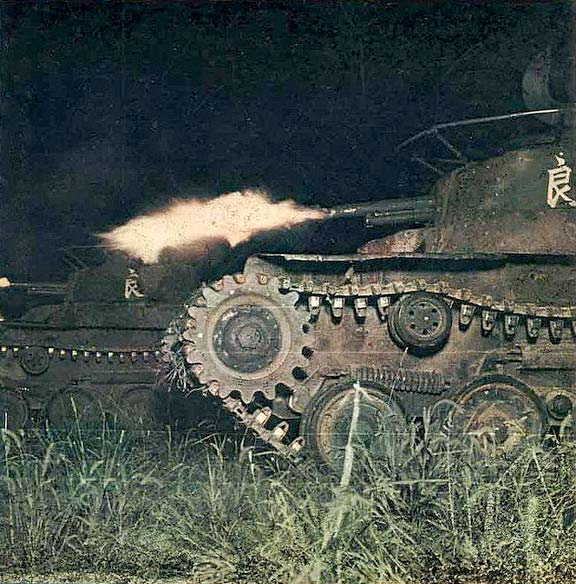
司馬が所属した戦車第1師団の九七式中戦車の夜間訓練。司馬も九七式中戦車に搭乗した

歴史作家司馬は、1968年に小説『坂の上の雲』の連載を開始した頃から、自分の戦時中に学徒動員により予備士官として戦車第1師団戦車第1連隊に配属された経験を顧みて、次の時代小説ではノモンハン事件を取り上げようと考えて取材を開始した。ノモンハン事件を選んだ理由としては、この国境紛争が司馬の人生に大きな影響を与えたからとしている。
司馬は他にも「私どもの部隊の先祖（といってもわずか四、五年前の先祖だが）がこの凄惨な戦闘に参加し、こなごなにやられた」など、たびたび、自分の所属した戦車第1連隊がノモンハン事件に参戦していたと著作やエッセーに記述しており、司馬のもし自分が5年前に戦車第1連隊に配属されていたら無残な戦死を遂げたかも知れないという思いも、ノモンハン事件への強い拘りに繋がったとする指摘もあるが、実際にノモンハン戦に投入されたのは、司馬が配属された戦車第1連隊ではなく戦車第3連隊と戦車第4連隊であった。
司馬は、防衛庁戦史室を訪ね協力を取り付けて、段ボール1箱分のノモンハン事件に関する防衛庁戦史室秘蔵資料の提供を受けるなど 、50歳代の10年に渡ってノモンハン事件のことを取材、調査しているが、その取材の過程で、「もつともノモンハンの戦闘は、ソ連の戦車集団と、分隊教練だけがやたらとうまい日本の旧式歩兵との鉄と肉の戦いで、日本戦車は一台も参加せず、ハルハ河をはさむ荒野は、むざんにも日本歩兵の殺戮場のような光景を呈していた。事件のおわりごろになってやっと海を渡って輸送されてきた八九式中戦車団が、雲霞のようなソ連のBT戦車団に戦いを挑んだのである」「（日本軍の戦車砲は）撃てども撃てども小柄なBT戦車の鋼板にカスリ傷もあたえることができなかった、逆に日本の八九式中戦車はBT戦車の小さくて素早い砲弾のために一発で仕止められた。またたくまに戦場に八九式の鉄の死骸がるいるいと横たわった。戦闘というより一方的虐殺であった」「ソ連軍は日本軍の前に縦深陣地を作って現れた。（日本軍は縦深陣地を理解しておらず）全兵力に近いものを第一線に配置して、絹糸一本の薄い陣容で突撃した。日本軍はあたかも蟻地獄に落ちていく昆虫のような状態に置かれた」などと考え、「その結果、日本はノモンハンで大敗北し、さらにその教訓を活かすことなく、2年後に太平洋戦争を始めるほど愚かな国であり、調べていけばいくほど空しくなってきたから、ノモンハンについての小説は書けなくなった」などと、知人の作家半藤一利に後日語り、「日本人であることが嫌になった」とノモンハン事件の作品化を断念した経緯がある。
しかし、日本軍の八九式中戦車は第2次ノモンハン事件の中盤には既に日本内地に帰還しており、事件のおわりごろになってやっと戦場に到着したとする司馬の認識は事実誤認であり、また、1939年7月3日のハルハ川東岸での戦いで、日本軍の戦車第3連隊とソ連軍第11戦車旅団がノモンハン事件最大の戦車戦を行ったが、ソ連側の記録で確認できる、同日正午に開始された戦車戦では、八九式中戦車がソ連軍のBT-5を3輛撃破したのに対して、八九式中戦車の損失は2輌（ソ連軍は4輌撃破を主張）であり、互角以上の戦いとなっている。その後に戦車第3連隊はソ連軍の速射砲や戦車が配置された陣地を強攻し、ソ連軍戦車32輌と装甲車35輌を撃破したと報告している（ソ連側の記録は不明）。そもそも、ノモンハン事件においては、日本軍の戦車と装甲車の損失は35輌（うち八九式中戦車は16輌）であったのに対し、ソ連軍の損失は397輌（うちBT-5とBT-7は216輌）とはるかに大きく、八九式中戦車がソ連軍戦車に一方的に撃破されたというのも司馬の事実誤認である。
また、ノモンハン事件の戦闘で、敵軍陣地を強攻して大損害を被ったのは、日本軍よりむしろソ連軍であり、ソ連軍大攻勢時にフイ高地やノロ高地などに日本軍が構築した陣地を強攻して大損害を被っている。井置栄一中佐率いる第23師団捜索隊が守ったフイ高地について、井置は速射砲陣地に予備陣地を4～5個程構築し、砲撃のたびに陣地変更して敵の攻撃をかわす巧妙なつくりするなど、逆に縦深陣地を作り上げて強攻してきたソ連軍に大損害を与えている。司馬の認識とは異なり、ソ連軍がノモンハンで多用したのは、縦深防御ではなく縦深攻撃であり、8月の大攻勢時に威力を発揮し、第二次世界大戦でさらに進化し1944年6月に開始されたバグラチオン作戦がその集大成となったとされている。
司馬はソ連軍がほぼ損害を受けていなかったと思い込んでいたように示唆されているが、日本軍歩兵が一方的に殺戮されたという説は、司馬がノモンハン事件の取材を進めていた1960年～1970年代には明らかでなかったソ連軍の情報が公開されるに従い否定されている。
司馬は戦後に長野県上山田温泉で温泉宿を経営していた歩兵第26連隊長須見新一郎元大佐と知り合った。連隊長解任の経緯から軍中央の参謀に不快感を抱いていた須見は、参謀を「悪魔」と罵倒するほどであり、昭和軍部に批判的であった司馬と意気投合している。須見は明確に日本陸軍の作戦用兵に対しては批判的であり、司馬の小説の構想にうってつけの人物であったため、司馬は須見を主人公のモデルとして小説を書こうと決めて、熱心に上山田温泉通いをしていた。1974年の文藝春秋正月号で司馬は参謀本部元参謀で伊藤忠商事の副社長だった瀬島龍三と対談し、それが記事となったが、須見は、エリート参謀であった瀬島に対して「あのインチキめ」と腹立たしく思っており、その瀬島と対談した司馬に対して「あんな不埒な奴にニコニコと対談し、反論せずにすませる作家は信用できん」と激高し、以後の取材は一切受ける気はないとする絶縁状を送り付けたため、司馬はノモンハン事件の小説が書くのが困難となってしまった。のちに司馬はこの時を振り返り「もしぼくがノモンハンを書くとしたら血管が破裂すると思う」と述べた。
モンゴル研究者の佐々木健悦は、司馬の歴史認識は上からの視点で、ノモンハン事件が書けなかったのは司馬の知的怠慢と知的不誠実さだと批判したうえに、モンゴル憲法についての記載も間違っていると指摘した。
歴史学者の秦郁彦は、司馬がノモンハン事件の小説を書けなかった理由として、下記の4点をあげている。
1. 司馬のイメージにかなう主人公や傍役を見つけられなかった。
2. 国境紛争という中途半端な戦争形態。
3. 戦車隊はめぼしい戦果なしに、一週間ばかりで戦場を去った。
4. 五味川純平「ノモンハン」など競合する先行作品が出現した。

### 司馬と戦車
司馬は戦車隊予備士官だった経験により、日本軍の戦車についても強いこだわりを持っており、著書やエッセーで幾度となく取り上げている。自分の戦車隊予備士官時代の話を、同じく司馬原作のテレビドラマ「梟の城」の後番組としてテレビドラマ化を目指していたが、撮影困難として挫折した経緯もある。
司馬は戦車第1連隊に配属され満州牡丹江で訓練を受けたが、連隊は本土決戦準備のため栃木県佐野市に移動した。そこで司馬は今後の人生の方向性を左右するような強烈な体験をすることになる。ある日、上陸してくる連合軍への邀撃作戦について説明するために大本営から将校が訪れて、戦車第1連隊の士官を集めた。一折り説明を受けたのちに司馬がこの将校に質問をしている。
司馬はこの大本営将校の話を聞いて、民衆を守るのが軍隊ではなく、民衆の命よりも軍のほうが大事なのかとショックを受けて、「こんな愚かな戦争を日本人はどうしてやってしまったのか」との問いが司馬の最大の疑問となっていき、その謎を解くために書かれたのが後の小説群であった。つまり、この戦車第1連隊での体験が小説家司馬遼太郎の原点とも言える。昭和史研究で著名な半藤一利のように、出版業界で歴史畑を長く扱ってきた者が（司馬の担当者であった事もあり）この発言を信じて、帝国陸軍批判の材料とする者もいる。「恐ろしい言葉です。逃げてくる無抵抗な民衆を、作戦の邪魔になるから「ひき殺していけ」と言う。それを軍を指揮する「大本営参謀」が言ったというのです。しかも、司馬さんの質問に答えてたんですから、また聞きとか、伝聞とかではないんです。名前まではさすがに出されていませんでしたが、わたくしには当時の参謀本部作戦課の秀才参謀たちのいくつかの顔が思い浮かんできました。」などと、推測を交えた記述がなされている。
しかし、この司馬の体験談は幾度も司馬の著作や発言に登場するが、登場当初からは内容が変遷している。このエピソードが初めて司馬の著作に登場するのは「中央公論」1964年2月号の「百年の単位」であるが、このときの記述によれば、質問したのは司馬ではなく連隊の「ある将校」になっており、回答したのは「大本営少佐参謀」とより具体的になっている。
この時の少佐参謀は、同席した司馬や質問した連隊将校を睨みすえることもなく自然に「轢き殺してゆく」と答えたとされているが、司馬自身が小説家としての原体験となったと自認している重大事件について、司馬自身が質問したことを忘れるはずがないという指摘もある。
そして司馬が没する前年の1995年の鶴見俊輔との対談では、それまで大本営の少佐参謀や将校とされていた発言者が、同じ戦車第1連隊の大尉となっている。
また、この問答の存在自体に当事者から疑念が呈されている。軍事史研究家土門周平（本名近藤新治）（元戦車第二十八連隊中隊長）は「あの話は、われわれの間で大問題になったんです。司馬さんといっしょの部隊にいた人たちに当ったけれど、だれもこの話を聞いていない。ひとりぐらい覚えていてもいいはずなのですがね。」「当時、戦車隊が進出するのには、夜間、4なり5キロの時速で行くから、人を轢くなどということはまずできなかったですよ。」と述べている。当時の日本軍は連合軍の戦闘爆撃機による空襲が最大の脅威であるため、大規模な移動は戦闘爆撃機の作戦が制限される夜間に行うとする「夜間機動作戦」が原則であったが、予備士官ながらも戦車小隊長であった司馬は、戦車第1師団司令部から各所属連隊の示達されていた「夜間機動作戦」をついて知らずに「かれら（避難民）を轢き殺さない限り作戦行動はとれない」と思い込んでいたことになる。土門はこの件で一度司馬と対談する機会があったという。企画した雑誌は「朝日ジャーナル」であったが、その席で土門は「なんであんなことを言うのか。あの参謀は私の先輩だし、あなたの周りにいた将校も誰ひとりそんな発言は聞いていない」と問いただすと、司馬はにやりと笑って「近藤（土門）先生は学者ですなぁ」とひとことだけ答えたという。土門はその言葉を司馬の「私は小説家だから」という意味の発言ではないかと考えたが、結局このときの対談はお蔵入りとなり記事となることはなかった。
1973年に戦車第1連隊第5中隊の元中隊長西野堯大尉を会長として、満州時代の駐屯地名を冠した「石頭会」という戦友会が発足した。司馬は妻女とともに京都で開催された第一回目の会合に出席して「私は西野さんの言うことならなんでも聞きます。西野さんの大事な体温計割っちゃったからな」と挨拶して一同を笑わせている。その後加入した西野と同期の宗像正吉大尉が、あるときの二次会で思い切って司馬に「轢いてゆけ」発言の真偽をただしてみたところ、司馬からは「宗像さん、新品少尉が大本営参謀とサシで話ができると思いますか」「私は小説家ですよ。歴史研究家ではありません」「小説というものは面白くなければ、読者は離れてしまいます」と語り、作家の「創作」だったことを明かしたという。

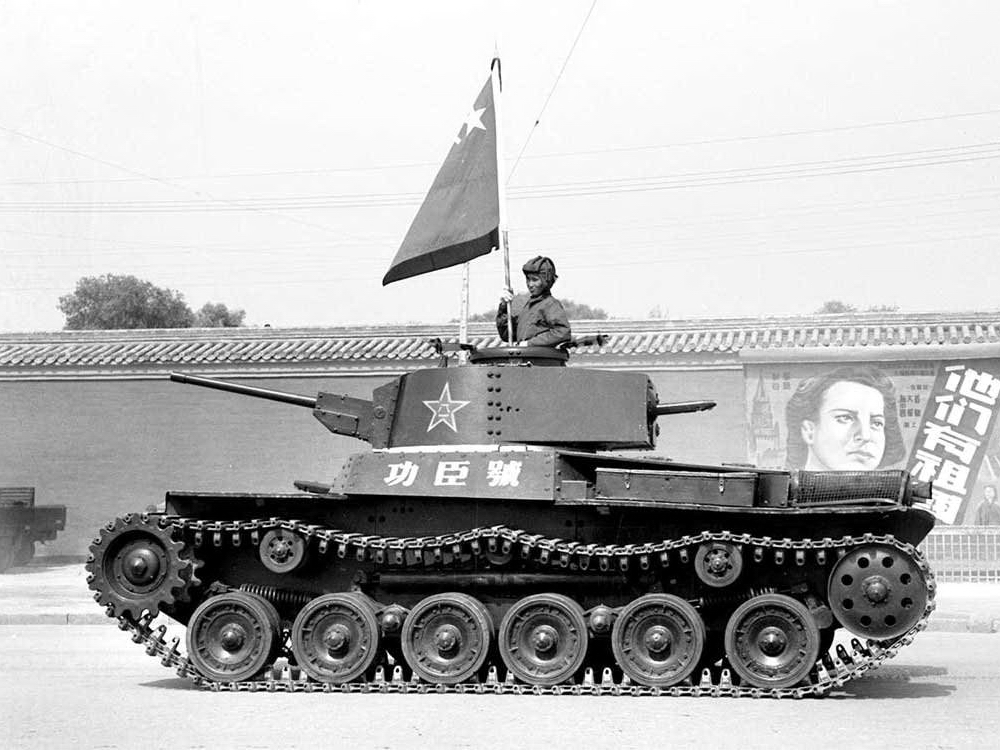
太平洋戦争後、東北人民自治軍に接収されて国共内戦で活躍した九七式中戦車改（功臣号）

自分が乗った九七式中戦車については、「同時代の最優秀の機械であったようで」「チハ車は草むらの獲物を狙う猟犬のようにしなやかで、車高が低く、その点でも当時の陸軍技術家の能力は高く評価できる」「当時の他の列強の戦車はガソリンを燃料としていたのに対し、日本陸軍の戦車は既に（燃費の良い）ディーゼルエンジンで動いていた」と評価する一方で、その戦闘能力については「この戦車の最大の欠点は戦争ができないことであった。敵の戦車に対する防御力もないに等しかった」と罵倒するなど愛憎入り混じった評価をしているが、九七式中戦車はノモンハン事件、日中戦争、太平洋戦争初期には、開発コンセプトに沿った歩兵支援用主力戦車としての活躍を見せている。ノモンハン事件の教訓もあって、主砲を一式四十七粍戦車砲に換装し対戦車攻撃力が強化された九七式中戦車改は、当時の参戦各列強国の水準に大きく立ち遅れていたが、ルソン島の戦いでは、第2戦車師団に配備された同車が、アメリカ軍の主力戦車M4中戦車やM3軽戦車を撃破するなど一定の戦果を挙げて、アメリカ軍の戦訓広報誌『Intelligence Bulletin』にて「もっとも効果的な日本軍戦車」との評価もうけている。また、中国大陸では対戦車能力に乏しい中国軍相手に活躍し、大戦末期の1944年4月に開始された大陸打通作戦では97式中戦車改が主力の第3戦車師団が、1944年5月のわずか1か月で1,400㎞を走破、湯恩伯将軍率いる40万人の中国軍を撃破する原動力になったが、同車を含む師団の参加戦車255輌のうちで戦闘で撃破された戦車はわずか9輌であった。九七式中戦車の活躍を見ていた中国共産党の軍隊東北人民自治軍は、日本の降伏ののち、九七式中戦車改を接収すると、自軍の兵器として使用、功臣号と名付けられた九七式中戦車改は国共内戦で大活躍しながら生存し、現在も中国人民革命軍事博物館に展示されているなどの活躍を見せている。

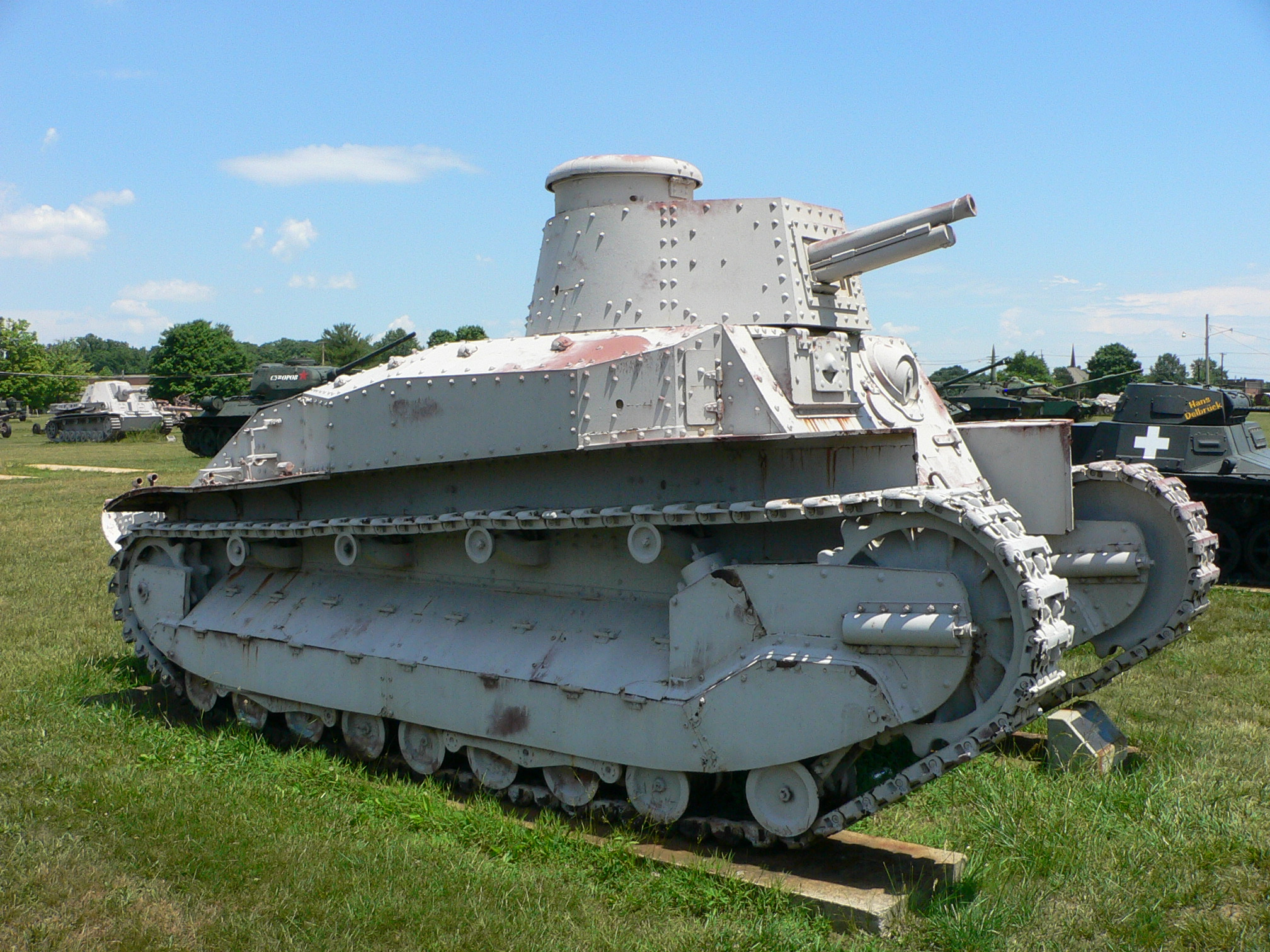
他国の戦車と一緒にアバディーン戦車博物館で展示されている八九式中戦車

一方で九七式中戦車の前の日本軍主力戦車八九式中戦車に対しては、その戦績への事実誤認も含めたところで、罵倒されていることが多く、司馬が戦車について語った小説新潮連載の「戦車・この憂鬱な乗物」というエッセーで「B・T・ホワイト著湯浅謙三訳の『戦車及び装甲車』という本は世界中のその種の車の絵図と初期の発達史が書かれているが、悲しいことに日本の八九式中戦車については一行ものせていないのである。ノモンハンであれほど悲劇的な最期を遂げながら、その種の国際的歴史からも黙殺された」と司馬は述べているが、司馬のいう『戦車及び装甲車』という本はブレイン・テレンス・ホワイト著『Tanks and Other Armored Fighting Vehicles, 1900 to 1918』の和訳であり、本の題名通り、1918年の第一次世界大戦までの戦車や戦闘車両に関する書籍で、1929年（皇紀2589年）に制式採用された八九式中戦車は対象外であった。また、世界の多数の戦車を所蔵し、戦車の歴史を見ることができるアメリカのアバディーン戦車博物館に八九式中戦車も展示されている。
戦車第1連隊の元中隊長であり、戦後にAIU保険の役員となった宗像は、秦郁彦からの司馬はなぜ日本軍の戦車の悪口を言い続けたのか？という質問に対して「彼は本当は戦車が大好きだったんだと思います。ほれ、出来の悪い子ほどかわいいという諺があるでしょう」と答えている。司馬自身も戦車に乗っている自分の姿をよく夢に見ているが、その夢の内容を「戦車の内部は、エンジンの煤と、エンジンが作動したために出る微量の鉄粉とそして潤滑油のいりまじった特有の体臭をもっている。その匂いまで夢の中に出てくる。追憶の甘さと懐かしさの入りまじった夢なのだが、しかし悪夢ではないのにたいてい魘されたりしている」と詳細に書き残しており、戦車に対する司馬の愛着を感じることができる。また、戦車兵であったという軍歴も否定的には捉えておらず、戦友会にも「無防備の裸で付き合える」として、積極的に出席していたほか、文藝春秋の編集者として多くの有名作家と面識のあった中井勝との会話で、司馬は作家井上靖が従軍時代の兵科が何であったかを中井に尋ね、中井が「輜重輸卒でしょう」と答えると、司馬は「そうや、よう知っとるねえ」とまんざらでもない表情になったという。司馬は新聞記者の大先輩で文壇では格上で頭があがらなかった井上が、兵科として旧日本軍では軽く見られがちだった輜重兵であったのに対して、戦車兵の自分のほうが上であったという稚気っぷりな自負心を持っていたと、司馬のまんざらでもない表情を見て中井は思ったという。
のちに、戦車第1連隊で司馬と戦友であった宗像らは日本の戦車部隊発祥の地の久留米基地（現在は陸上自衛隊久留米駐屯地）にかつてあり、戦後に進駐軍に破壊された「戦車之碑」再建しようと奔走したが、再建の目途が立ったときに、碑文の起草を司馬に依頼したところ、司馬は二つ返事で承諾し、下記の碑文を送った。
こうした司馬の戦車に対する思いを感得していた戦車第1連隊の戦友たちは、宗像が一度問いただした以降は敢えて「大本営参謀の来隊は見た者も聞いた者もいないよ」などと口にすることはなかった。

### 歴史観への批判
司馬の作り上げた歴史観は、「司馬史観」と評される。
その特徴としては日清・日露戦争期の日本を理想視し、（自身が参戦した）太平洋戦争期の日本を暗黒視する点である。人物においては、高評価が「庶民的合理主義」者の織田信長、西郷隆盛、坂本龍馬、大久保利通であり、低評価が徳川家康、山県有朋、伊藤博文、乃木希典、三島由紀夫である。この史観は、高度経済成長期に広く支持を集め、ポスト高度成長期になると新自由主義や自由主義史観の流行にのって読まれた。
しかしこのような歴史観は都合が良すぎるという指摘がある。左派からは歴史修正主義の土台になった、右派からは自虐史観の土台になったとして、それぞれ批判されることがある。また乃木希典を愚将として描いていることは、福田恆存や福井雄三により批判されている（詳しくは乃木希典#評価を参照）。
晩年の司馬は土地の公有を主張する、「庶民的」な田中角栄を嫌悪するなど主張が変化しており、日本文学者の助川幸逸郎は、司馬史観は高度経済成長期の思想で、バブル景気とその崩壊後の時代には視点が無かったのではないかと述べている。

### フィクションへの批判
より学究的な立場からは、実証性の面からも批判されることがある。歴史家の鈴木眞哉は司馬史観には多くの盲点があるとして具体的な例を挙げて批判をしている。
『竜馬がゆく』『上総の剣客』の剣豪森要蔵は、参考文献『會津戊辰戦史』『七年史』の誤記もあった。白河地区を調査した結果、森親子が白河口の雷神山で戦死、板垣退助が見たなどはありえない。その後、多くの作家の作品に御前試合は語られていない。2022年、森要蔵の行動記録『会津人群像№44』「剣豪森要蔵の真実」池月映（歴史春秋社）が発表された。

### 虚構の記述
読者が多く影響力が強いために、作品に描かれているのがそのまま史実と受け取る読者も少なくないが、作品の多くはあくまでも大衆小説であり、小説とするために史実を意図的に変えているもの（例・「池田屋異聞」において山崎烝の先祖が奥野将監という事実は存在しない。また、常城家の出である大高忠兵衛の先祖が大高忠雄と書かれている）や、根本的に架空のストーリーも含まれている。

### 『竜馬がゆく』糾弾事件
代表作『竜馬がゆく』で坂本龍馬による罵倒語として数ヶ所「ちょうりんぼう（長吏坊/馬鹿め）！」との表現を用いた。この記述が1983年9月16日、京都新聞夕刊の広告欄における伏見銘酒会の「銘柄クイズ」に引用されたのを機に問題視され、司馬は部落解放同盟から糾弾を受けた。このとき、司馬だけではなく、京都新聞やKBS京都放送、コピーの下請け制作を依頼した電通京都支局、さらには電通本社までが突き上げを受けている。
司馬に対する糾弾会は、1983年12月12日、京都の部落解放センターで開かれた。司馬は「知らなかった自分が恥ずかしい」と釈明し、「土佐弁では『ちょうりんぼう』は単なる罵倒語になっていると思っていた。被差別者が『長吏』と呼ばれていたことは古くから知っていた。日本語を考え続けているつもりながら、長吏とちょうりんぼうがつながっていることに気付かなかったことは、限りなく恥ずかしい」と述べた。
この事件の後、問題の箇所は「ばかめ！」と改められて刊行が続いている。

## エピソード

### 人物
- 速読家として知られ、ある友人と家で話していたとき、その友人がコーヒーを1杯飲み終わるうちに、会話しながらであるにもかかわらず、文庫本くらいの大きさの本1冊を読み終わっていたというエピソードがある。この時読んでいたのは小説の資料（当事者の日記など）である。
- 資料集めへの執念はすさまじく、一度に何千万円単位という巨費を投じて買い集めた。司馬が資料を集め始めると、関連する古書が業界から払底したという逸話があった。当初は、軽トラックで乗り込み、古本屋に乗り込むや否や手当たり次第に乱読購入し、関係者らと荷台に乗せていったという。『坂の上の雲』執筆に際しては、神田神保町の神田古書店街の古書店主らに依頼し、「日露戦争」という記述のある本を片っ端から買い集め、当時同じ題材の戯曲を書いていた井上ひさしが古書店に行っても資料がなかったという逸話も残る。
- 名字とその人の顔つきなどから、出身地や先祖を当てるという特技があり、たびたび周囲の人を驚かせた。
- 私生活の面では中村玉緒のファンで、そのお辞儀の美しさに見とれたという。舞台『竜馬がゆく』で、萬屋錦之介と共演した。また錦之介は竜馬を生涯の持ち役とした。
- 自身の作品の中で最も好きな作品はと聞かれた際「空海と燃えよ剣」と語っている。
- 大阪市の西長堀アパート[注釈 10]に住んでいたころ、同じフロアーに、昼過ぎに家を出て深夜に帰ってくる謎の大男がいた。肉体労働者のような体つきだが、それにしては身なりが良い。自宅に出入りする出版社の編集者に雑談として話したところ、興味から編集者がその謎の男の住む部屋の表札を確認したら、野村克也と書かれていたという。スポーツに関心がないあまり、野村を球史に残るスター選手と知らぬ司馬と、隣人を司馬と知りながら、シャイで話しかけられなかった野村は、結局親しくなることはなかった。
- 執筆活動以外はごろ寝をしてテレビを見るくらいで、ゴルフやギャンブルといったようなものへの興味は生涯なく、バンダナ収集が唯一の趣味であった。外出の際は気に入ったバンダナを身につけていた。その多くは遺族が保存し、記念館で一部展示している。
- 終生喫煙者で、タバコ銘柄はハイライト、喫煙する肖像写真が多く残っている[106][107]。
- 話し上手・聞き上手として有名で「座談の名手」と呼ばれ、対談集を数多く出版した。交友関係も広く、池波正太郎をはじめ、桑原武夫、井上靖、梅棹忠夫、榊莫山、上田正昭、ドナルド・キーン、萩原延壽、山崎正和、安野光雅、貝塚茂樹・湯川秀樹兄弟など多岐にわたった。池波は小説家として共に駆け出しのころの親友であり、お互いに忙しくなってからは次第に疎遠になったそうだが、司馬は池波の『鬼平犯科帳』など愛読していたという。また、小説家としての初期に励ましてくれたのは海音寺潮五郎で、海音寺の励ましがなければ小説家として立っていたかどうか疑わしいと司馬は回想している。晩年は宮城谷昌光を高く評価し、宮城谷から送られてくる作品を読んで手紙などで励ましつづけ、没する間際には宮城谷に「どうしても会っておきたい」と述べて会談を行っている。
- アニメ監督の宮崎駿の作品、特に『ルパン三世 カリオストロの城』、『となりのトトロ』を高く評価し、宮崎と対談も行っている。その時に司馬が新聞記者時代、京都の岩屋不動志明院に宿泊した際、奇っ怪な体験をした話しをしていて『もののけ姫』の着想になったといわれている。
- 1970年11月25日に起きた三島事件では毎日新聞に寄稿、作家・三島由紀夫の「薄よごれた模倣者」が出ることを危惧し、三島の死は文学論のカテゴリーに留めるべきものという主旨で、政治的な意味を持たせることに反対し、野次った自衛官たちの大衆感覚の方を正常で健康なものとした。だが四半世紀を経た晩年には、三島が予言したバブル期の日本人の拝金主義や倫理喪失を憂うようになった[108]。
- 田中卓志（アンガールズ）の祖父は、司馬と戦地で同じ部隊だったことがテレビ番組で判明した[109]。
- 豚と薔薇で推理小説を書いたが、探偵小説に登場してくる探偵について「他人の秘事を、なぜあれほどの執拗さであばきたてねばならないのか、その情熱の根源がわからない」とあとがきに書いている。
- 執筆活動のかたわら、文化振興にも関与した。1962年（昭和37年）11月1日には、大阪市立図書館本館（当時）で一日館長を務めている[110]。

### その他
- 直木賞選考委員だった時に、SF作家・広瀬正の作品を何度も、候補になるたびに高く評価したが、他の選考委員の賛成を得られず、授賞に至らなかった。後に早世した広瀬の作品集がまとめられた際には、『広瀬正・小説全集2 ツィス』の解説を書いた。
直木賞選後の司馬の評に、どれほど広瀬を評価し、同席した他の選考者があきれていたかが推察できる。当時の評から一部抜粋すると、「一読者として、一番面白かったのは、広瀬正氏の『マイナス・ゼロ』であった。SFには読み方が要る。頭から空想譚に騙まされる姿勢で読まねばならないが、それにしてもこの人の空想能力と空想構築の堅牢さにおどろいた」というものである。この一節は「マイナス・ゼロ」の帯広告にも用いられた。初期に伝奇小説を多く執筆している司馬にとって、こうしたSFへの好意はさほど意外なものではない。
- 芸術家・岡本太郎が万博協会から大阪万博プロデューサーへの就任を打診された時、岡本は司馬に万博プロデューサーを引き受けるべきか相談。司馬は「ぜひやったほうがいい」と岡本を励ました[111]。
- 古巣の産経新聞社をはじめとするフジサンケイグループの鹿内家支配を「企業の私物化だ」と批判しており、羽佐間重彰（当時産経新聞社社長）・日枝久（当時フジテレビジョン社長、産経新聞社取締役）らによる鹿内宏明会長解任を喜び、羽佐間・日枝に色紙を贈ったという[112][注釈 11]。
- 元台湾総統の李登輝とは学徒出陣の同期であり、李が愛読者でもあったことから懇意となった。『台湾紀行』取材に際しては、総統時代の李と対談を行った。
- 堤堯（『諸君!』、『文藝春秋』の元編集長）によれば、生前の司馬から、「日本には自民党と共産党、この二つがあればエエ。現実政党と批判政党の二つや」という言葉を直接聞いたことがあるという。これは、堤が雑誌コラムなどでたびたび書いている話だが[114]、司馬自身は著作ではこのような趣旨の事は書いていない。
- 祖父・福田惣八は兵庫県姫路市の浜寄りの郊外の広という村の出身で、そこに江戸時代のあいだずっと百姓をしていた家系に生まれた[115]。戦国のころは播州三木城にその先祖が籠城したということであるが、身分はわからない[116]。浄土真宗西本願寺の熱心な門徒で、三木城が落ちてから他の籠城兵ととも広村に落ち、そこで田地を耕した[116]。惣八の嫁（司馬の祖母）は、広に近い高浜の人で司馬の父親となる是定（しじょう）を産んでほどなく亡くなった[117]。惣八が明治維新をむかえたのは18か19の頃で、“百姓にも姓がつくそうな。”ということになり、当時村にいた惣八の一族たちは会合して申しあわせ、三木という姓にすることにしたが（先祖が三木籠城したということでそうなったという）、その頃惣八は親類中と喧嘩をしていて、親類の者から「おまえだけは別の姓にしろ」と言われた[118]。惣八は、無類の珠算好きで、ついには和算までやりだし、ソロバンで開平開立を解いたりした[118]。その後、彼自身のわずかな財産からすれば大相場を張ったが、無一文になってしまい土地にいられなくなったため、夜逃げ同然で村を出、飾磨の湊から船に乗って大阪に行き、難波で餅屋を開業した[119]。
- 生涯大阪に居住し、生前最後の住居が大阪府東大阪市の司馬遼太郎記念館として（一部が）公開されている。

## 作品

### 長編小説
- 『梟の城』（1959年、講談社）

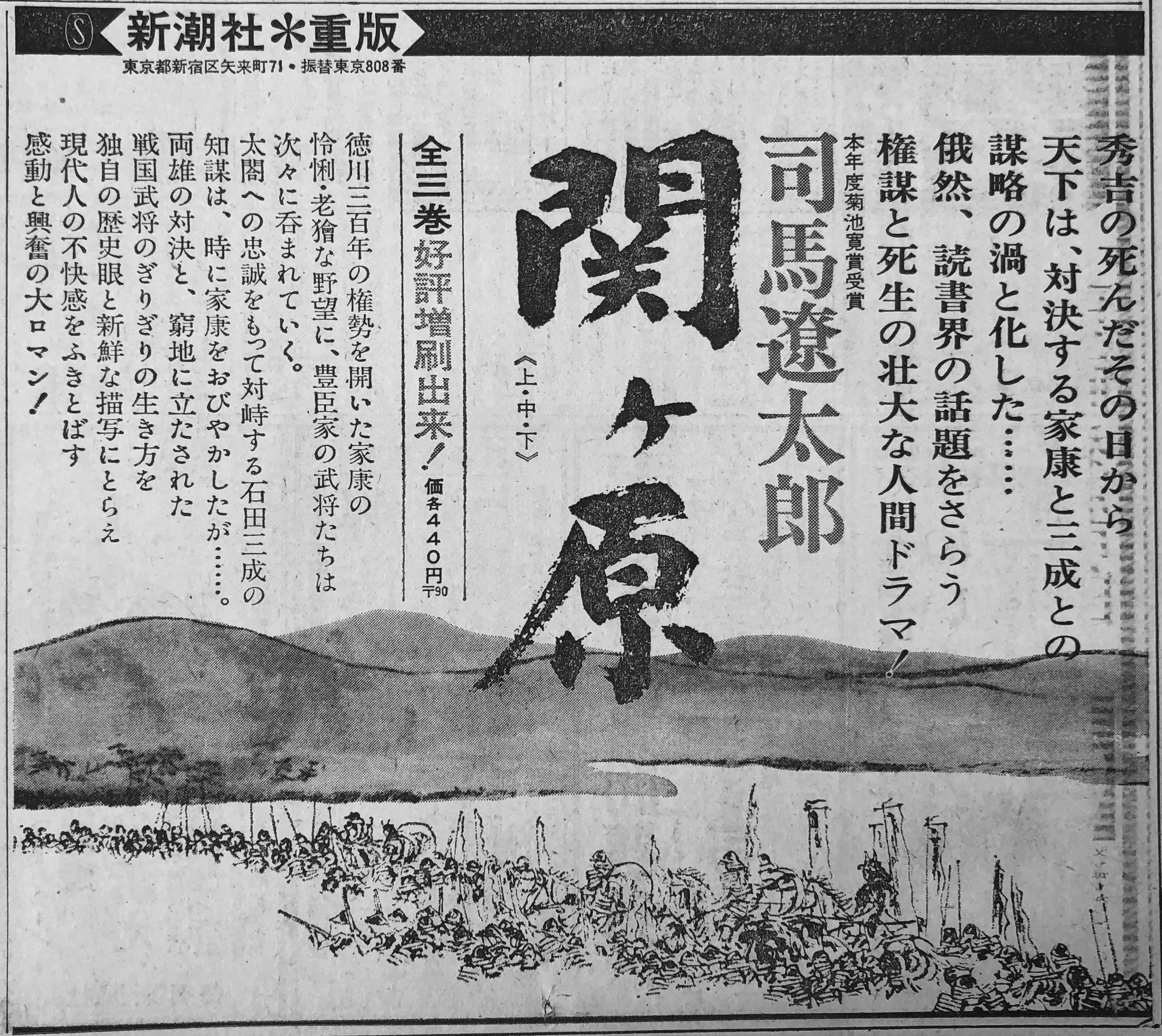
『関ヶ原』（1966年）

- 『上方武士道』（1960年、中央公論社）- 没後『花咲ける上方武士道』に改題再刊
- 『風の武士』（1961年、講談社）
- 『戦雲の夢』（1961年、講談社）
- 『風神の門』（1962年、新潮社）
- 『竜馬がゆく』（1963-1966年、文藝春秋新社）
- 『燃えよ剣』（1964年、文藝春秋新社）
- 『尻啖え孫市』（1964年、講談社）
- 『功名が辻』（1965年、文藝春秋新社）
- 『城をとる話』（1965年、光文社）
- 『国盗り物語』（1965-1966年、新潮社）
- 『俄 浪華遊侠伝』（1966年、講談社）
- 『関ヶ原』（1966年、新潮社）
- 『北斗の人』（1966年、講談社）
- 『十一番目の志士』（1967年、文藝春秋）
- 『最後の将軍』（1967年、文藝春秋）
  - 英訳版『The Last Shogun』（Juliet Winters Carpenter・訳）
- 『殉死』（1967年、文藝春秋）
- 『夏草の賦』（1968年、文藝春秋）
- 『新史太閤記』（1968年、新潮社）
- 『義経』（1968年、文藝春秋）- 連載時の題名は『九郎判官義経』
- 『峠』（1968年、新潮社）
- 『宮本武蔵』（1968年、朝日新聞社『日本剣客伝』収録）
- 『坂の上の雲』（1969-1972年、文藝春秋）
- 『妖怪』（1969年、講談社）
- 『大盗禅師』（1969年、文藝春秋）
- 『歳月』（1969年、講談社）
- 『世に棲む日日』（1971年、文藝春秋）
- 『城塞』（1971-1972年、新潮社）
- 『花神』（1972年、新潮社）
- 『覇王の家』（1973年、新潮社）
- 『播磨灘物語』（1975年、講談社）
- 『翔ぶが如く』（1975-1976年、文藝春秋）
- 『空海の風景』（1975年、中央公論社）
  - 英訳版『KUKAI THE UNIVERSAL』（武本明子・訳）
- 『胡蝶の夢』（1979年、新潮社）
- 『項羽と劉邦』（1980年、新潮社）- 連載時の題名は『漢の風 楚の雨』
- 『ひとびとの跫音』（1981年、中央公論社）
- 『菜の花の沖』（1982年、文藝春秋）
- 『箱根の坂』（1984年、講談社）
- 『韃靼疾風録』（1987年、中央公論社）
  - 英訳版『The Tatar Whirlwind』（Joshua Fogel・訳）

### 短編小説
※は、後に文庫（他社・新編も含め）で再刊。他に新書判（講談社ロマンブックス）などで再刊がある。
- 『白い歓喜天』（1958年、凡凡社）- 処女出版。

「ペルシャの幻術師」「戈壁の匈奴」 「白い歓喜天」「兜率天の巡礼」
- 『大坂侍』（1959年、東方社）- ※数作入れ替え、講談社文庫で新編再刊。

「和州長者」「泥棒名人」「盗賊と間者」「法駕籠のご寮人さん」「大坂侍」「難波村の仇討」
- 『最後の伊賀者』（1960年、文藝春秋新社）- ※「けろりの道頓」を追加し講談社文庫で新編再刊。

「外法仏」「下請忍者」「伊賀者」「最後の伊賀者」「蘆雪を殺す」「天明の絵師」
- 『果心居士の幻術』（1961年、新潮社）※ - 新潮文庫で再刊。

「八咫烏」「朱盗」「牛黄加持」「果心居士の幻術」「飛び加藤」「壬生狂言の夜」
- 『おお、大砲』（1961年、中央公論社）- ※数作入れ替えし「言い触らし団右衛門」中公文庫で新編再刊。

「言い触らし団右衛門」「岩見重太郎の系図」「売ろう物語」「雑賀の舟鉄砲」「おお、大砲」
- 『一夜官女』（1962年、東方社）- ※「女は遊べ物語」「京の剣客」を追加し中公文庫で再刊。

「一夜官女」「雨おんな」「侍大将の胸毛」「伊賀の四鬼」
- 『真説宮本武蔵』（1962年、文藝春秋新社）- ※講談社文庫で再刊。

「真説宮本武蔵」「京の剣客」「越後の刀」「千葉周作」「上総の剣客」「奇妙な剣客」
- 『花房助兵衛』（1963年、桃源社）

「伊賀者」「奇妙な剣客」「花房助兵衛」「軍師二人」「割って、城を」「千葉周作」「上総の剣客」
- 『幕末』（1963年、文藝春秋新社）※ - 幕末の暗殺事件を描いた連作短編全12編。文春文庫で再刊。

「冷泉斬り」は月刊誌『日本』（1962年6月号）、「逃げの小五郎」は書き下ろし。他の10編は『幕末暗殺史』の題で『月刊オール讀物』に連載。
「桜田門外の変」「奇妙なり八郎」「花屋町の襲撃」「猿ヶ辻の血闘」「冷泉斬り」「祇園囃子」「土佐の夜雨」「逃げの小五郎」「死んでも死なぬ」「彰義隊胸算用」「浪華城焼討」「最後の攘夷志士」
- 『新選組血風録』（1964年、中央公論社）- ※幕末の新選組を描いた連作短編 全15編。角川・中公文庫で再刊。
- 『鬼謀の人』（1964年、新潮社）

「鬼謀の人」「英雄児」「慶応長崎事件」「人斬り以蔵」「喧嘩草雲」
- 『酔って候』（1965年、文藝春秋新社）※ - 幕末の西南雄藩の藩主4名を描いた連作短編。文春文庫で再刊。

「酔って候」「きつね馬」「伊達の黒船」「肥前の妖怪」
- 『豊臣家の人々』（1967年、中央公論社）※ - 安土桃山時代、豊臣秀吉につながる10名を描いた連作短編。角川・中公文庫で再刊。
- 『王城の護衛者』（1968年、講談社）※ -「人斬り以蔵」を追加し講談社文庫（1971年）で再刊。

「加茂の水」「王城の護衛者」「英雄児」「鬼謀の人」
- 『喧嘩草雲』（1968年、東方社）- 表題は幕末の画家田崎草雲の数奇な人生を描く。
- 『故郷忘じがたく候』（1968年、文藝春秋）※ - 朝鮮人陶工師を描いた「故郷忘じがたく候」は、司馬の作品としては唯一存命中の人物（沈壽官）を主人公とした物語である。文春文庫で再刊。

「故郷忘じがたく候」「斬殺」「胡桃に酒」
- 『人斬り以蔵』（1969年、新潮文庫）- 新編文庫判。

「鬼謀の人」「人斬り以蔵」「割って、城を」「おお、大砲」「言い触らし団右衛門」「大夫殿坂」「美濃浪人」「売ろう物語」
- 『馬上少年過ぐ』（1970年、新潮社）

「馬上少年過ぐ」「重庵の転々」「城の怪」「貂の皮」
　※新編は「英雄児」「慶応長崎事件」「喧嘩草雲」を追加し新潮文庫（1978年）。
- 『木曜島の夜会』（1977年、文藝春秋）※ - 最後期（執筆時期）の短編集。文春文庫で再刊。

「木曜島の夜会」「有隣は悪形にて」「大楽源太郎の生死」「小室某覚書」
- 『おれは権現』（1982年、講談社文庫） - 以下は文庫での新編再刊。

「愛染明王」「おれは権現」「助兵衛物語」「覚兵衛物語」「信九郎物語」「若江堤の霧」「けろりの道頓」
- 『軍師二人』（1985年、講談社文庫）

「雑賀の舟鉄砲」「女は遊べ物語」「嬖女守り」「雨おんな」「一夜官女」「侍大将の胸毛」「割って、城を」「軍師二人」
- 『アームストロング砲』（1988年、講談社文庫）

「薩摩浄福寺党」「倉敷の若旦那」「アームストロング砲」「理心流異聞」「侠客万助珍談」「斬ってはみたが」「五条陣屋」「壬生狂言の夜」「大夫殿坂」
- 『ペルシャの幻術師』（2001年、文春文庫） - 初の文庫化作品集。

「兜率天の巡礼」「ペルシャの幻術師」「戈壁の匈奴」「下請忍者」「外法仏」「牛黄加持」「飛び加藤」「果心居士の幻術」
- 『侍はこわい』（2005年、光文社文庫） - 著者の生前未収録の作品集。

「権平五千石」「豪傑と小壺」「忍者四貫目の死」「狐斬り」「ただいま十六歳」「侍はこわい」「みょうが斎の武術」「庄兵衛稲荷」
- 『花妖譚』（2009年、文春文庫） - 新聞記者時代に、本名「福田定一」名義で書いた花をテーマにした連作短編。

「森の美少年」「チューリップの城主」「黒色の牡丹」「烏江の月 謡曲『項羽』より」「匂い沼」「睡蓮」「菊の典侍」「白椿」「サフラン」「蒙古桜」

### 初期作品（単行本・全集未所収）
- わが生涯は夜光貝の光と共に（1950年、「ブディスト・マガジン」創刊号、浄土真宗西本願寺）、初めての出版作品で、福田定一名義。
- 役の行者（1958年、「吉野風土記」所収、吉野史談会）
- ある不倫（1960年、「小説中央公論」所収、中央公論社）
- 魔女の時間（「主婦の友」1961年12月号〜1962年11月号。全12話）司馬には珍しい、BG（ビジネスガール）の女性を主人公とした現代小説。
- 豚と薔薇（1960年、東方社。1968年に再版）、「兜率天の巡礼」を併収

推理小説で、司馬は本版あとがきで、この作品は自らすすんで書いたものではないと明言し、またこれから後は推理小説は書かないつもりだとも記している。全集に未収録の上、文庫化もされてない。
- 古寺炎上（1962年、<角川小説新書>角川書店）、「豚と薔薇」を併収。なお今日双方とも、相当な古書価となっている。

### 戯曲
- 花の館（1970年、中央公論社）
- 鬼灯（1975年12月、中央公論社）
- 司馬遼󠄁太郎 全舞台（2002年8月、中央公論新社）

### 随筆・紀行・対談
| | |
| 随筆・評論ほか - 名言随筆サラリーマン哲学（1960年、六月社） → ビジネスエリートの新論語（1972年、六月社書房） 両方とも福田定一名義、「二人の老サラリーマン」は「文藝春秋 臨時増刊号」2005年5月号に所収。 - ビジネスエリートの新論語（2016年12月、文春新書） - 手掘り日本史（1969年6月、毎日新聞社） - 歴史と小説（1969年8月、河出書房新社） - 歴史と視点（1974年10月、新潮社） - 歴史の中の日本（1974年10月、中央公論社） - 余話として（1975年10月、文藝春秋） - 古今往来（1979年9月、日本書籍） - 歴史の世界から（1980年11月、中央公論社） - 微光のなかの宇宙（1984年3月、中央公論社）- 美術論集 - ある運命について（1984年6月、中央公論社） - ロシアについて（1986年6月、文藝春秋） - 二十一世紀に生きる君たちへ（1987年5月、大阪書籍刊『小学国語 六年下』に収録） - 「明治」という国家（1989年9月、日本放送出版協会／NHKブックス、新版2018年） NHKスペシャル「太郎の国の物語」トークドキュメントで、1989年正月と秋にNHK総合で放映（全7回、吉田直哉演出） - この国のかたち （全6巻、1990年 - 1996年、文藝春秋）-「月刊文藝春秋」での巻頭随筆 - 風塵抄 （一．1991年、二．1996年、中央公論社）- 産経新聞朝刊で月一回連載の巻頭コラム - 春灯雑記（1991年11月、朝日新聞社） - 十六の話（1993年10月、中央公論社） - 「昭和」という国家 （1998年3月、日本放送出版協会／新版・NHKブックス） 1986年放映のドキュメント番組（NHK教育テレビ）での語りをまとめたもの - 歴史と風土（1998年10月、文春文庫）-「全集」月報・自作解題ほか - 以下、無用のことながら（2001年2月、文藝春秋）- 晩年に書かれた71篇の随筆集 - 新聞記者 司馬遼太郎（2000年、産経新聞社／2013年、文春文庫）- 文化部記者時代のコラム15本を収録。 - もうひとつの「風塵抄」（2000年2月、中央公論新社）- 担当者・福島靖男との往復書簡 - 追悼の司馬遼󠄁太郎（1997年1月、夕刊フジ編、産経新聞社） 夫人の回想、講演「最澄と空海」、インタビュー、対談3編、手紙を収録。 - 人間というもの（1998年12月、PHP研究所）- アフォリズム集 - 司馬遼󠄁太郎 アジアへの手紙（1998年3月、集英社） - 司馬遼󠄁太郎からの手紙（上下）（週刊朝日編集部編、2004年、朝日文庫） 紀行 - 歴史を紀行する（1969年2月、文藝春秋） - 街道をゆく（1971年9月 - 1996年11月、朝日新聞社） 「週刊朝日」に連載。43巻目で絶筆 - 人間の集団について ベトナムから考える（1973年10月、サンケイ新聞社） - 長安から北京へ（1976年10月、中央公論社） - 歴史の舞台（1984年3月、中央公論社） - アメリカ素描（1986年4月、読売新聞社） - 草原の記（1992年6月、新潮社） | 対談・鼎談・座談 - 萌え騰るもの（1969年、学習研究社）※岡潔と、新版・土曜社（2020年） - 日本歴史を点検する（1970年1月、講談社）※海音寺潮五郎と - 日本人を考える（1971年8月、文藝春秋） - 日本人と日本文化 （1972年5月、中公新書）※ドナルド・キーンと - 歴史を考える（1973年10月、文藝春秋） - 座談会・日本の渡来文化（1975年6月、中央公論社）※上田正昭、金達寿と - 土地と日本人（1976年8月、中央公論社）※松下幸之助、野坂昭如らと - 天下大乱を生きる（1977年、潮出版社）※小田実と - 対談 中国を考える（1978年3月、文藝春秋）※陳舜臣と - 日本人の内と外（1978年4月、中公新書）※山崎正和と - 西域をゆく（1978年8月、潮出版社）※井上靖と - 日本語と日本人（1978年11月、朝日新聞社）※中西進、大野晋らと - 座談会・朝鮮と古代日本文化（1978年12月、中央公論社）※上田正昭、金達寿と - 日本人の顔（1980年8月、朝日新聞社）※江崎玲於奈らと - 歴史の夜咄（1981年5月、小学館）※林屋辰三郎と - 人間について（1983年7月、平凡社）※山村雄一と - 日韓理解への道（1983年7月、読売新聞社）※鮮于煇、高柄朔、金達寿、森浩一と - 歴史の交差路にて（1984年4月、講談社）※陳舜臣、金達寿と - 東と西（1990年11月、朝日新聞社）※開高健、桑原武夫、エドウィン・ライシャワーらと - 世界のなかの日本（1992年4月、中央公論社）※ドナルド・キーンと - 時代の風音（1992年11月、UPU）※堀田善衛、宮崎駿と - 八人との対話（1993年3月、文藝春秋）※丸谷才一、立花隆、山本七平らと - 九つの問答（1995年7月、朝日新聞社）※井筒俊彦、リービ英雄らと - リンク先のAlex Kerrのウェブサイトで一部を読むことができる。 - 国家・宗教・日本人（1996年7月、講談社）※井上ひさしと - 日本人への遺言（1997年2月、朝日新聞社）※田中直毅、宮崎駿らと - 日本とは何かということ（1997年3月、日本放送出版協会）※山折哲雄と 1995年7月に教育テレビ「ETV特集」で3回放送。 |

### 全集・選集
- 司馬遼󠄁太郎全集（全68巻、文藝春秋）、3期に分け出版（第3期は没後）
- 司馬遼󠄁太郎短篇総集（講談社、1971年、解説尾崎秀樹）- 五十数篇を収録
- 司馬遼󠄁太郎短篇全集（全12巻、文藝春秋、2005-2006年）
- 司馬遼󠄁太郎が考えたこと（全15巻、新潮社、のち新潮文庫）、エッセイ集成
- 司馬遼󠄁太郎対話選集（全5巻、文藝春秋、のち文春文庫 全10巻）、関川夏央監修
- 司馬遼󠄁太郎 歴史のなかの邂逅（全4巻、中央公論新社、のち中公文庫 全8巻）、人物エッセイ集成
- 司馬遼󠄁太郎 歴史のなかの邂逅　同時代篇（中公文庫、2023年）、生誕100年記念
- 司馬遼󠄁太郎歴史歓談（中央公論新社、のち中公文庫 全2巻）

※湯川秀樹、富士正晴、福永光司、芳賀徹、橋本峰雄らと、版元での約30年間の対談集成
- 司馬遼󠄁太郎全講演 1964-1995（全3巻、朝日新聞社、のち朝日文庫 全5巻）
- 幕末維新のこと／明治国家のこと（幕末・明治論コレクション：ちくま文庫、2015年）、関川夏央編

### 発行部数ランキング
（単行本・文庫本の合計：出典『ダカーポ』2005年9月7日号（第567号）、65頁）
年数を経たので、上位作品はさらに数百万部、下位でも数十万部が上乗せされている。
一例として、『讀賣新聞』2010年1月1日付・朝刊第2面広告欄で、『竜馬がゆく』は「2400万部」、『坂の上の雲』は「1900万部」と記載。
- 2016年2月11日付「毎日新聞」の「もう一度読みたい＜司馬遼太郎没後20年＞」によると、各出版社のデータを元に独自集計した「司馬作品累計発行部数」は、 ①「竜馬がゆく」(2,477万部) ②「坂の上の雲」(1,967) ③「街道をゆく」(1,191) ④「翔ぶが如く」(1,181) ⑤「国盗り物語」(728) ⑥「項羽と劉邦」(716) ⑦「関ケ原」(577) ⑧「功名が辻」(557) ⑨「世に棲む日日」(528) ⑩「菜の花の沖」(512) ⑪「花神」(483) ⑫「燃えよ剣」(474) ⑬「播磨灘物語」(415) ⑭「この国のかたち」(390) ⑮「峠」(365) ⑯「城塞」(340) ⑰「胡蝶の夢」(300) ⑱「新史太閤記」(291) ⑲「箱根の坂」(265) ⑳「義経」(253)  とのこと。
- 2023年1月11日付「産経新聞」によると、司馬遼太郎記念財団が生誕100年になるのに合わせ、各出版社に問い合わせた結果、全司馬作品の紙・電子を合わせた累計発行部数は、2億673万部で、1位は「竜馬がゆく」2496万部、2位「坂の上の雲」1987万部、3位「街道をゆく」1224万部で、その他は「国盗り物語」は749万部、「関ヶ原」は630万部、「世に棲む日日」は527万部、「燃えよ剣」は517万部、「菜の花の沖」は515万部、「峠」は402万部、「花神」は384万部で、下記の部数よりも上がっている。

| 順位 | 作品           | 部数     |
| ---- | -------------- | -------- |
| 1位  | 竜馬がゆく     | 2125万部 |
| 2位  | 坂の上の雲     | 1475万部 |
| 3位  | 翔ぶが如く     | 1070万部 |
| 4位  | 街道をゆく     | 1051万部 |
| 5位  | 国盗り物語     | 674万部  |
| 6位  | 項羽と劉邦     | 669万部  |
| 7位  | 関ヶ原         | 520万部  |
| 8位  | 菜の花の沖     | 475万部  |
| 9位  | 花神           | 453万部  |
| 10位 | 世に棲む日日   | 445万部  |
| 11位 | 功名が辻       | 395万部  |
| 12位 | 播磨灘物語     | 392万部  |
| 13位 | この国のかたち | 365万部  |
| 14位 | 峠             | 322万部  |
| 15位 | 城塞           | 307万部  |
| 16位 | 新史太閤記     | 262万部  |
| 17位 | 義経           | 240万部  |
| 18位 | 箱根の坂       | 238万部  |
| 19位 | 胡蝶の夢       | 231万部  |
| 20位 | 最後の将軍     | 220万部  |

## 関連作品

### 映画
- 恋をするより得をしろ（1961年、監督：春原政久、原作「十日の菊」）
- 忍者秘帖 梟の城（1963年、監督：工藤栄一）
- 新選組血風録 近藤勇（1963年、監督：小沢茂弘）
- 暗殺（1964年、監督：篠田正浩、原作「奇妙なり八郎」）
- 風の武士（1964年、監督：加藤泰）
- 城取り（1965年、監督：舛田利雄）
- 泥棒番付（1966年、監督：池広一夫、原作「盗賊と間者」）
- 燃えよ剣（1966年、監督：市村泰一）
- 人斬り（1969年、監督：五社英雄、参考文献「人斬り以蔵」）
- 尻啖え孫市（1969年、監督：三隅研次）
- 幕末（1970年、監督：伊藤大輔、原案「竜馬がゆく」）
- 忍びの衆（1970年、監督：森一生、原作「伊賀の四鬼」）
- 梟の城（1999年、監督：篠田正浩）
- 御法度（1999年、監督：大島渚、原作「新選組血風録」）
- 関ヶ原（2017年、監督：原田眞人）
- 燃えよ剣（2021年、監督：原田眞人）
- 峠 最後のサムライ（2022年、監督：小泉堯史）

### テレビドラマ
- 新選組血風録
  - 新選組血風録（連続ドラマ 1965年 NET 主演：栗塚旭、島田順司）
  - 新選組血風録（連続ドラマ 1998年 テレビ朝日 主演：渡哲也）
  - 新選組血風録（連続ドラマ 2011年 NHK 主演：永井大）
- 竜馬がゆく
  - NHK大河ドラマ[121]（1968年 NHK 主演：北大路欣也）
  - 12時間超ワイド時代劇（1982年 テレビ東京 主演：萬屋錦之介）
  - TBS大型時代劇スペシャル（1997年 TBS 主演：上川隆也）
  - 新春ワイド時代劇（2004年 テレビ東京開局40周年記念 主演：市川染五郎）
- 燃えよ剣（連続ドラマ 1970年 製作：NET（現：テレビ朝日）・東映京都テレビプロダクション 主演：栗塚旭）
- 国盗り物語
  - 大河ドラマ[122]（1973年 NHK大河ドラマ 主演：平幹二朗）
  - 新春ワイド時代劇（2005年 テレビ東京 主演：北大路欣也）
- 花神[123]（1977年 NHK大河ドラマ 主演：中村梅之助）
- 風神の門（1980年 NHK水曜時代劇 主演：三浦浩一）
- 関ヶ原（1981年 TBS開局30周年記念番組 主演：森繁久彌）
- TBS大型時代劇スペシャル愛に燃える戦国の女－豊臣家の人々より－（1988年 TBS主演:三田佳子）
- 翔ぶが如く（1990年 NHK大河ドラマ 主演：西田敏行）
- 徳川慶喜[124]（1998年 NHK大河ドラマ 原作「最後の将軍 徳川慶喜」 主演：本木雅弘）
- けろりの道頓 秀吉と女を争った男（1999年 関西テレビ放送開局40周年記念番組 主演：西田敏行）
- 蒼天の夢 松陰と晋作・新世紀への挑戦（2000年 NHK正月時代劇 原作「世に棲む日日」 主演：中村橋之助）
- 菜の花の沖（2000年 NHKドラマ 主演：竹中直人）
- 功名が辻
  - 戦国夫婦物語『功名が辻』（1966年 NET（現：テレビ朝日） 主演：団令子、三橋達也）
  - 司馬遼󠄁太郎の功名が辻（1997年 テレビ朝日・東映 主演：檀ふみ、宅麻伸）
  - 大河ドラマ（2006年 NHK大河ドラマ 主演：仲間由紀恵）[125]
- 坂の上の雲（NHKスペシャルドラマ 2009年 - 2011年 主演：本木雅弘、阿部寛、香川照之）

### ラジオ
- 司馬遼太郎短篇傑作選（2012年10月 - 2025年3月、ラジオ大阪） - 朗読番組

- 朗読「松重豊が読む、司馬遼太郎『昭和という国家』」（2025年8月11日 - 15日、NHKラジオ第1）[126] - 第1 - 2章を全5回で朗読

### 漫画
- 梟の城（1963年 東邦図書出版社 作画：久松文雄）
- 幕末（2017年 - 2018年 週刊文春 作画：森秀樹）、文春時代コミック 全1巻
- 新選組血風録（2018年 - 2020年 週刊文春 作画：森秀樹）、文春時代コミック 全3巻
- ペルシャの幻術師（2021年 - 2022年 週刊文春 作画：蔵西）
- 燃えよ剣（2021年 - 月刊コミックバンチ 作画：奏ヨシキ 脚本：小松エメル）
- 竜馬がゆく（2022年 - 週刊文春 作画：鈴ノ木ユウ）

### 舞台
- 誠の群像 -新選組流亡記-（1997年・2018年 宝塚歌劇団 原作「燃えよ剣」「新選組血風録」）
- 大坂侍 -けったいな人々-（2007年 宝塚歌劇団 原作「大阪侍」）
- 女は遊べ物語（2010年 明治座 原作「女は遊べ物語」）

### ドキュメント
- 司馬遼󠄁太郎 雑談「昭和」への道（全12巻、NHKビデオ）
- NHKスペシャル 太郎の国の物語（全4巻、NHKビデオ）

他にもNHK番組を中心に多数出演している。
- NHKスペシャル 街道をゆく（全13巻、NHKビデオ）
- 新シリーズ 街道をゆく（全24巻、NHKビデオ）
- NHKスペシャル 空海の風景 （2002年）

## 受賞・栄典
- 1956年 - 『ペルシャの幻術師』で第8回講談倶楽部賞
- 1960年 - 『梟の城』で第42回直木賞
- 1966年 - 『国盗り物語』『竜馬がゆく』で第14回菊池寛賞
- 1967年 - 大阪芸術賞、『殉死』で毎日芸術賞
- 1968年 - 『歴史を紀行する』で第30回文藝春秋読者賞
- 1970年 - 『世に棲む日日』で第6回吉川英治文学賞
- 1976年 - 『空海の風景』ほかで第32回日本芸術院賞・恩賜賞文芸部門[127]
- 1981年 - 『ひとびとの跫音』で第33回読売文学賞（小説）
- 1982年 - 朝日賞[128]
- 1984年 - 『街道をゆく 南蛮のみち』で第16回日本文学大賞学芸部門
- 1986年 - 第37回NHK放送文化賞、『ロシアについて』で第38回読売文学賞（随筆紀行）
- 1988年 - 第14回明治村賞、『韃靼疾風録』で第15回大佛次郎賞
- 1991年 - 文化功労者
- 1993年 - 文化勲章を受章
- 1996年 - 東大阪市名誉市民、第1回井原西鶴賞、従三位・銀杯一組を没時追賜

## 評伝・作品評論
- 『司馬遼󠄁太郎書誌研究文献目録』（2004年、松本勝久／文献目録・諸資料等研究会編、勉誠出版） ISBN 4585060529
- 『司馬遼󠄁太郎事典』（2007年、志村有弘編、勉誠出版） ISBN 4585060588 - 下記は一部重複
  - 『司馬遼󠄁太郎の世界』（2002年、志村有弘編、至文堂 国文学解釈と鑑賞 別冊）
- 『司馬遼󠄁太郎全作品大事典』（1998年、新装版2010年、新人物往来社編） ISBN 4404039360
- 『レクイエム 司馬遼󠄁太郎』（1996年11月、三浦浩編、講談社） ISBN 4062082993
- 『司馬遼󠄁太郎の跫（あし）音』（中央公論1996年9月臨時増刊号、中央公論社 / 中公文庫、1998年）ISBN 4122030323
- 『司馬遼󠄁太郎の世界』（1996年10月[129]、文藝春秋 / 文春文庫（新編）、1999年9月） ISBN 4167217694
- 『司馬遼󠄁太郎について 裸眼の思索者』（1998年、日本放送出版協会 / NHKライブラリー、2006年） 
寄稿者は、尾崎秀樹、山折哲雄、松原正毅、磯貝勝太郎、田中直毅、道川文夫（担当編集者）
- 梅棹忠夫編著 『日本の未来へ 司馬遼󠄁太郎との対話』（2000年、日本放送出版協会 / 臨川書店、2020年） ISBN 4653043981
- 磯貝勝太郎 『司馬遼󠄁太郎の風音』（2001年、日本放送出版協会） ISBN 4140805854
  - ― 『司馬遼󠄁太郎の幻想ロマン』（2012年、集英社新書） ISBN 4087206386
- 松本健一 『司馬遼󠄁太郎の「場所」』（2001年、学研M文庫 / 2007年、ちくま文庫）、各・増補版
元版 『司馬遼󠄁太郎 歴史は文学の華なり、と。』（1996年、小沢書店）
  - ― 『司馬遼󠄁太郎を読む』（2005年、めるくまーる / 2009年、新潮文庫）
  - ― 『司馬遼󠄁太郎が発見した日本 「街道をゆく」を読み解く』（2006年、朝日新聞出版 / 2009年、朝日文庫）
  - ― 『三島由紀夫と司馬遼󠄁太郎 －「美しい日本」をめぐる激突』（2010年、新潮選書） ISBN 4106036673
- 関川夏央 『司馬遼󠄁太郎の「かたち」』（2000年、文藝春秋 / 2003年、文春文庫） ISBN 4167519070
  - ― 『「坂の上の雲」と日本人』（2006年、文藝春秋 / 2009年、文春文庫） ISBN 4167519127
  - ― 『司馬遼󠄁太郎の「跫音」』（2025年、岩波現代文庫） ISBN 4006023650、解説ほかを集成
- 山野博史 『発掘 司馬遼󠄁太郎』（2001年、文藝春秋） ISBN 416356960X
  - ― 『司馬さん、みつけました。』（2018年、和泉書院） ISBN 4757608748
- 尾崎秀樹 『歴史の中の地図 司馬遼󠄁太郎の世界』（1991年、文春文庫 / 文藝春秋、1975年）
- 谷沢永一 『司馬遼󠄁太郎の遺言』（2005年、ビジネス社） 
  - ― 『司馬遼󠄁太郎 エッセンス』（1996年、文春文庫）、ほか 類著多数刊行
- 向井敏 『司馬遼󠄁太郎の歳月』（2000年、文藝春秋）- 上記三者は「全集」版の解説担当者

関係者の回想、作品案内
- 福田みどり 『司馬さんは夢の中』（全3巻：2004-2007年、中央公論新社 / 中公文庫、2008-2012年）
- 和田宏 『司馬遼󠄁太郎という人』（2004年、文春新書）ISBN 4166604090、文春での担当者
  - ― 『余談ばっかり 司馬遼󠄁太郎作品の周辺から』（2013年、文春文庫）ISBN 4167838931
- 森史朗 『司馬遼󠄁太郎に日本人を学ぶ』（2016年、文春新書）ISBN 4166610651、文春での担当者
- 北山章之助 『手掘り 司馬遼󠄁太郎』（2003年、日本放送出版協会 / 2006年、角川文庫）
  - ― 『司馬遼󠄁太郎 旅路の鈴』（2006年、日本放送出版協会） ISBN 4140811412 - NHKでの担当者
- 『司馬遼󠄁太郎の「遺言」』（1997年、夕刊フジ編、産経新聞社）ISBN 4594021913 - 知人29名の回想
- 『司馬遼󠄁太郎 全仕事』（2013年、文藝春秋編・文春文庫）ISBN 4167217945 - 全作品ガイド
- 『文豪ナビ 司馬遼󠄁太郎』（2021年、新潮文庫）ISBN 4101152004 - 入門書

以下は（歴史観などの）各立場で、作品の受容と評論を紹介
- 『司馬遼󠄁太郎の世紀 保存版』（1996年6月、朝日出版社）、斎藤慎爾責任編集
- 『群像日本の作家30 司馬遼󠄁太郎』（1998年、小学館）
- 『KAWADE夢ムック 総特集司馬遼󠄁太郎の「戦国時代」』（2002年8月、河出書房新社）
- 『KAWADE夢ムック 総特集司馬遼󠄁太郎 幕末・近代の歴史観』（2001年9月、河出書房新社）
- 『司馬遼󠄁太郎の流儀 その人と文学』（2001年、日本放送出版協会）
寄稿者は、小山内美江子、鶴見俊輔、出久根達郎、半藤一利
- 『司馬遼󠄁太郎がゆく—「知の巨人」が示した「良き日本」への道標』（2001年、プレジデント社 / 2018年、小学館文庫）
  - 『完全保存版 司馬遼󠄁太郎がゆく プレジデント 1997年3月臨時増刊号』を増訂

寄稿者は、半藤一利、山折哲雄、童門冬二、吉岡忍、村松友視ほか
- 半藤一利 『清張さんと司馬さん』（2002年、日本放送出版協会、2005年、文春文庫）ISBN 4167483149
  - 鴨下信一・磯田道史等との座談『司馬遼󠄁太郎リーダーの条件』（2009年、文春新書）
- 鷲田小弥太 『司馬遼󠄁太郎を「活用」する！』（2010年、彩流社）
- 岬龍一郎 『司馬遼󠄁太郎「日本国」への箴言』（2004年、本の森出版センター、旧版1996年） ISBN 4860970624
- 現代作家研究会 『司馬遼󠄁太郎読本』 （1996年11月、徳間文庫）
- 村井英雄 『司馬遼󠄁太郎 日本を知る』（1997年、大巧社）ISBN 4924899216
- 三浦浩 『司馬遼󠄁太郎とそのヒーロー』（1998年、大村書店）ISBN 4756310729
  - － 『菜の花の賦（うた） 小説青春の司馬さん』（1996年、勁文社）／『青春の司馬遼󠄁太郎』（2000年、朝日文庫）
- 桂英史 『司馬遼󠄁太郎をなぜ読むか』（1999年、新書館）ISBN 4403210678
- 一坂太郎 『「竜馬がゆく」読本』（1998年、世論時報社）ISBN 4915340422
  - － 『司馬遼󠄁太郎が描かなかった幕末 松陰・龍馬・晋作の実像』（2013年、集英社新書）ISBN 4087207056
- 中嶋誠 『司馬遼󠄁太郎と丸山眞男』（1998年、現代書館）ISBN 4768467261
- 佐高信[130] 『司馬遼󠄁太郎と藤沢周平 「歴史と人間」をどう読むか』（1999年 光文社、2002年 同知恵の森文庫）ISBN 4334972233
- 中村政則 『近現代史をどう見るか 司馬史観を問う』 （1997年、岩波ブックレット）
  - 『歴史と真実 いま日本の歴史を考える』（1997年、筑摩書房）
 「歴史教科書問題とナショナリズム」の章で、「三、司馬遼󠄁太郎史観とは何か」と「四、司馬遼󠄁太郎の太平洋戦争観」
  - — 『「坂の上の雲」と司馬史観』 （2009年、岩波書店） ISBN 4000230298
- 成田龍一 『戦後思想家としての司馬遼󠄁太郎』（2009年、筑摩書房）ISBN 4480823646
  - — 『司馬遼󠄁太郎の幕末・明治 「竜馬がゆく」と「坂の上の雲」』を読む』（2003年、朝日選書）
- 遠藤芳信 『海を超える司馬遼󠄁太郎 東アジア世界に生きる「在日日本人」』（1998年、フォーラム・A）ISBN 4894281228
- 中塚明 『司馬遼󠄁太郎の歴史観 その「朝鮮観」と「明治栄光論」を問う』（2009年 高文研）
- 宇治琢美 『武士（もののふ）の国 司馬遼󠄁太郎氏の「サムライ」を鑑る』（2000年、文芸社）ISBN 4835500709
- 小林竜雄 『司馬遼󠄁太郎考 モラル的緊張へ』（2002年、中央公論新社）ISBN 4120032280
  - 改題 『司馬遼󠄁太郎が書いたこと、書けなかったこと』（2010年、小学館文庫）ISBN 4094085416
- 延吉実 『司馬遼󠄁太郎とその時代 戦中編』、『戦後編』（2002-2003年、青弓社）
- 青木彰 『司馬遼󠄁太郎と三つの戦争 戊辰・日露・太平洋』（2004年、朝日選書）
- 石原靖久 『司馬遼󠄁太郎の「武士道」』（2004年、平凡社）、類書を数冊刊行
- 福井雄三 『「坂の上の雲」に隠された歴史の真実』（2004年、主婦の友インフォス情報社、2007年、同・文庫判）ISBN 4072588563
- 福井雄三[131] 『司馬遼󠄁太郎と東京裁判』（2006年、主婦の友インフォス情報社）ISBN 4072531901
  - 改題『司馬遼󠄁太郎の「意外な歴史眼」』（2008年、同社・文庫判）ISBN 4072606812
- 川原崎剛雄 『司馬遼󠄁太郎と網野善彦』（2008年、明石書店） ISBN 4750326887
- 川原崎剛雄 『司馬遼󠄁太郎がみた世界史 歴史から学ぶとはどういうことか』（2015年、明石書店）ISBN 4750341061
- 高橋誠一郎 『「竜馬」という日本人 司馬遼󠄁太郎が描いたこと』（2009年、人文書館）、類書を数冊刊行
- 中村稔 『司馬遼󠄁太郎を読む』（2009年、青土社） ISBN 4791764811
- 山内由紀人 『三島由紀夫vs. 司馬遼󠄁太郎 戦後精神と近代』（2011年、河出書房新社） ISBN 4309020518
- 原田敬一 『「坂の上の雲」と日本近現代史』（2011年、新日本出版社） ISBN 4406055142
- 辻井喬 『司馬遼󠄁太郎覚書 『坂の上の雲』のことなど』（2011年、かもがわ出版）ISBN 4780304865
- 磯田道史 『「司馬遼󠄁太郎」で学ぶ日本史』（2017年、NHK出版新書）ISBN 4140885173
- 小谷野敦 『司馬遼󠄁太郎で読み解く幕末・維新』（2018年、ベストセラーズ・ベスト新書）ISBN 4584125724
- 桑島秀樹 『司馬遼󠄁太郎 旅する感性』（2020年、世界思想社）ISBN 4790717399
- 佐藤優・片山杜秀 『完全読解 司馬遼󠄁太郎『坂の上の雲』』（2022年3月、文藝春秋）ISBN 4163914889
- 福間良明 『司馬遼󠄁太郎の時代－歴史と大衆教養主義』（2022年10月、中公新書）ISBN 4121027205
- 司馬遼󠄁太郎記念財団編『「司馬さん」を語る　菜の花忌シンポジウム』（2023年2月、文春文庫）
- ホンダ・アキノ『二人の美術記者　井上靖と司馬遼󠄁太郎』（2023年9月、平凡社）

図版本
- 『司馬遼󠄁太郎が愛した「風景」』（2001年、新潮社・とんぼの本）
- 『司馬遼󠄁太郎が描いた「新選組」の風景』（2003年、新潮社・とんぼの本）
- 『司馬遼󠄁太郎 新しい日本の発見』（2007年、別冊太陽 日本のこころ：平凡社）ISBN 4582921302
- 『司馬遼󠄁太郎「街道をゆく」の視点』小林修（2019年10月、朝日新聞出版）
- 『司馬遼󠄁太郎「坂の上の雲」の視点　小林修写真集』（2022年10月、朝日新聞出版）

雑誌特集
- 『カイエ 特集司馬遼󠄁太郎』（1979年12月号、冬樹社）。司馬自身も座談会に参加
- 『芸術新潮 大特集 司馬遼󠄁太郎が愛した「風景」』（1996年8月号、新潮社）、上記「とんぼの本」元版
- 『大航海No.13 特集司馬遼󠄁太郎 カルチュラル・スタディーズ』（1996年12月、新書館）
- 『文藝春秋special 「没後十年特別企画 司馬遼󠄁太郎ふたたび」 日本人を考える旅へ』 2006年2月臨時増刊号

編集者、古書店店主、批評家（複数）などが寄稿。なお文春の月刊誌などで、司馬に縁のある記事が度々掲載されている。なお「文藝春秋臨時増刊 坂の上の雲 総特集」を3号発行した。
- 『文藝春秋 「司馬遼󠄁太郎の真髄『この国のかたち』」没後20年』 2016年3月特別増刊号
- 『季刊誌 kotoba 特集 司馬遼󠄁太郎 解体新書』（2021年1月号、集英社）

週刊朝日『週刊司馬遼󠄁太郎』シリーズ（朝日新聞出版）
- 『週刊司馬遼󠄁太郎』（2006年、週刊朝日MOOK）ISBN 402274510X - 『燃えよ剣』、『竜馬が行く』、『国盗り物語』、『功名が辻』など
- 『週刊司馬遼󠄁太郎II』（2007年、週刊朝日MOOK）ISBN 4022745134 - 『関ヶ原』、『梟の城』、『世に棲む日日』、『峠』など
- 『週刊司馬遼󠄁太郎III』（2008年、週刊朝日MOOK）ISBN 4022745231 - 『新史 太閤記』、『義経』、『翔ぶが如く』、『花神』など
- 『週刊司馬遼󠄁太郎IV』（2008年、週刊朝日MOOK）ISBN 4022745290 - 『菜の花の沖』、『箱根の坂』、『宮本武蔵』、『北斗の人』 など
- 『週刊司馬遼󠄁太郎V』（2009年、週刊朝日MOOK）ISBN 4022745347 - 『最後の将軍』、『胡蝶の夢』、『播磨灘物語』など
- 『週刊司馬遼󠄁太郎VI』（2010年、週刊朝日MOOK）ISBN 4022745479 -『坂の上の雲の世界 青春編』
- 『週刊司馬遼󠄁太郎VII』（2010年、週刊朝日MOOK）ISBN 4022745606 -『坂の上の雲』など
- 『週刊司馬遼󠄁太郎VIII』（2011年、週刊朝日MOOK）ISBN 4022745746 -『坂の上の雲』、『覇王の家』など
- 『週刊司馬遼󠄁太郎IX』（2012年、週刊朝日MOOK）ISBN 4022745908 -『空海の風景』、『坂の上の雲』、『新選組血風録』など
- 『司馬遼󠄁太郎の街道 1・2・3・4』（2013-2015年、週刊朝日MOOK / 2020年、朝日文庫 全3巻）
- 『没後20年 司馬遼󠄁太郎の言葉 1・2・3』（2015-2016年、週刊朝日MOOK）
※他にも、司馬の著作物に付与された解説、新聞、雑誌での批評記事、さらに『週刊朝日』が没後発行したシリーズ『未公開講演録 愛蔵版 司馬遼󠄁太郎が語る日本』に続き、連載された「司馬遼󠄁太郎からの手紙」シリーズ。他の出版社でも、PHP研究所の『文蔵』、文藝春秋の企画記事など、別冊特集やその流れを汲んだ記事などがある。
- 『司馬遼󠄁太郎と宗教 親鸞とザヴィエルの時代』（2017年11月、週刊朝日MOOK）
- 『司馬遼󠄁太郎と明治 西郷、大久保の時代』（2018年10月、週刊朝日MOOK）
- 『司馬遼󠄁太郎と明治 「坂の上の雲」の時代』（2019年7月、週刊朝日MOOK）
- 『司馬遼󠄁太郎と昭和 発掘インタビュー「軍隊、悪の魅力、私の小説」』（2020年3月、週刊朝日MOOK）
- 『司馬遼󠄁太郎の戦国 明智光秀の時代 豊臣家の人々』（2021年3月、週刊朝日MOOK）
- 『司馬遼󠄁太郎 もうひとつの幕末史』（2022年3月、週刊朝日MOOK）
- 『司馬遼󠄁太郎と鎌倉　沖縄・先島への道』（2022年12月、週刊朝日MOOK）
- 『司馬遼󠄁太郎の現在地　戦国・幕末・明治編』（2023年3月、週刊朝日MOOK）、生誕100年記念、大判での刊行
- 『司馬遼󠄁太郎の現在地2　旅・宗教・国家・文明』（2023年10月、週刊朝日MOOK）、同上
- 『司馬遼󠄁太郎 「街道」の原点』（2024年10月、週刊朝日MOOK）、大判